# 綠川光
綠川光（日语：／ Midorikawa Hikaru，1968年5月2日—），日本男性配音員、旁白。出身於栃木縣大田原市。身高174cm。B型血。青二Production所屬

## 經歷
小學時期觀看《機動戰士鋼彈》受到感動而立志要當配音員，尤其看到《機動戰士鋼彈》雜誌的採訪文章時，從主演古谷徹到許多位配音員都隸屬於青二Production，自己覺得有能力也可以加入。
栃木縣立大田原高等學校、青二塾東京校第8期畢業。跟他同期的有久川綾。
1988年出道，出道作品為《奇天烈大百科》（飾演武士一角）。
1991年，以《閃電霹靂車》的新條直輝第一次出演要角。在那之後，綠川以《灌籃高手》中的流川楓、《新機動戰記鋼彈W》主角希洛·唯等等經常為冷酷的美男子配音。1993年，出演《勇者特急隊》、《電光超人古立特》、《美少女戰士R》、《南國少年奇小邪》及《灌籃高手》，這些全都是在星期六的黃金時段播出。還有，《足球風雲》中的田仲俊彥是綠川第一次在電視動畫被提拔為主角。
除了動畫之外，在特攝影集也經常聽到他的聲音。《電光超人古立特》之外超級戰隊系列他都有客串。在這之中，作為要角出演的有《救急戰隊GOGOV》中的龍皇子（龍冥王）沙拉曼狄斯、《爆龍戰隊暴連者》中的杜畢翼龍（冠翼爆龍）。
2000年，於《電擊PlayStation》Vol.151號（2000年8月11日、25日合併號，MediaWorks發行）雜誌上連載「!!」專欄，後在Vol.609號畢業。插圖由江本聖負責。
2008年，於該年發行的遊戲《超級機器人大戰Z》中第一次擔任音響監督。
2011年8月30日，受託擔任栃木縣未來大使「栃木」。
2017年，由綠川第一次擔當原作、紗與作畫的漫畫《制服的諸神之黃昏》於講談社《ARIA》2017年8月號（6月17日發行）開始連載，之後轉移至《Palcy》繼續連載。此外，單行本第1冊發行前後，曾在漫畫的官方Twitter以限定方式公開。2018年11月19日之後，進入長期休載。

## 人物
綠川光沒有適當的變聲期。實際上，其嗓子比一般男性的嗓子越來越扁平。作為配音員可以用任何聲音，包括性感的聲音、異國情調的聲音、冷酷的聲音、可愛的聲音、男子漢的聲音。
與青二Productions的緣份是上小學之後，他從動畫雜誌中看到文宣上面寫著「如果您在這裡，就可以成為配音演員」，長大之後真的加入了。而且這早在他小學時期幾乎已經註定，可以說很少見。
在他自身配音事業的重大轉機的是《南國少年奇小邪（以下簡稱PAPUWA）》中的新太郎一角。出演台詞多又感情變化豐富的新太郎，使綠川得到了巨大的鍛鍊，隨後在採訪中說「新太郎明明就很酷，可是一看到他的臉就崩潰了。我認為，如果我的聲音太過於詭異，可能會激怒粉絲，所以從一開始我就不斷的鍛鍊及摸索。但是從中間開始，（新太郎）變得愈來愈極度搞笑（笑）」，又說「新太郎的台詞量多到我覺得不妙。如今，我可以經由DVD一次又一次的觀看內容。在《PAPUWA》的錄音現場時，我都無法看到內容。我經常請求想一次又一次觀看和檢查內容，但是在（錄音室）現場就是只能看幾次」。
《勇者特急隊》的雷張喬、《灌籃高手》的流川楓、《新機動戰記鋼彈W》的希洛·唯、《Heartcatch 光之美少女！》的沙漠王杜恩等等話少又態度淡泊的角色聲線他已經完成了。冷酷角色=綠川拿手的就在這個時候紮根了。
綠川在《命運傳奇2》遊戲的特典DVD中的發文表示，在同行業的人中，自己的英雄就是已故的鹽澤兼人，在演技方面至少也是距離他最接近的。鹽澤去世之後，綠川繼承了在角子機版本《湘南爆走族》中登場的江口洋助一角。另一次是在演《閃電霹靂車》中的新條直輝時，看見綠川的努力，鹽澤避免前一天晚上喝酒的一個逸事，本人對此感到有壓力。
有一個弟弟和一個妹妹。老家是藥局（藥局），因為道路拓寬工程現在已經停業。由於是家中的長子，家人希望他作為藥劑師繼承家業。和雙親說出自己的選擇時，遭到了強烈的反對。雙親無論如何也希望他進入大學，而他則以「既然毫無興趣，進入大學又能怎樣？」為由拒絕。最終，他成功說服了雙親，高中畢業即前往東京。
興趣有收集G-SHOCK 、NIKE品牌的鞋子、自己演過的角色的周邊商品、LAMI社製的鋼筆。遊戲。擅長打電動、電腦（下述）。
為了出席現場活動，每個月會定期上美容院1次。包括頭髮拉直大約要花6小時。髮型大約在2015年固定。而被髮型師稱作「美肌」的肌膚是用化粧水和防曬油的。晚餐盡量食用蕃茄。
喜歡打電動。在紅白機流行的時代，喜歡的遊戲大約有100種。後來，綠川就在47歲的那一年，稱精神上、體力上已經再也無法打電動。喜歡的遊戲是帶有音樂的《氣球大戰》。不拿手的遊戲是橫向捲軸遊戲，像《超級瑪利歐兄弟》、《宇宙巡航艦》等等。
小學4年級參加的社團是銅管樂隊。雖然被音樂老師發掘，但是他看不懂樂譜，也不想參與其中 ，很渴望旅行，因為可以在帳篷裡住4天3夜。有學過劍道。高中時期參加的是話劇社。
後輩島崎信長與古川慎皆因憧憬綠川演的《新機動戰記鋼彈W》主角希洛·唯而踏入配音界。此外，綠川也被後輩杉田智和尊稱為「老師」，理由是「值得尊敬」和「在困難的時候幫助了我」。

### 交友關係
綠川在《PAPUWA》中演新太郎，和原作者柴田亞美結下友誼。當時2人都是新人，綠川曾致電柴田「我要成為配100部作品的配音員，柴田小姐也請畫100本單行本吧！」。值得一提的是，多年之後（2006年），雙方在漫畫與改編廣播劇CD《引魂師》中再次合作，柴田在日記中回憶當年的那個電話，笑言綠川作品早已破百，而自己亦將繼續努力。
在《PAPUWA》的連載過程中，綠川說另一個新太郎的名字是「金太郎，因為他是金髪」，作者似乎很喜歡，就這樣另一個新太郎的名字就變成了「金太郎」。還有，柴田說綠川是「少數的朋友」，這點也在她的漫畫《勇者之路》（《Fanroad》連載）中有提到，並用「／Green River Light（即名字的英文直譯）」做介紹。
業界同行好友有置龍太郎、子安武人、神奈延年等人。並在自己主持的廣播節目《棗兄弟！》中透露，與神奈延年是青二塾培訓學校時期已經認識的朋友，而且2人皆同年出生，也是雙方彼此認可的對手。

### 關於職業配音員
高中時期已經下定決心走上配音員的道路，為了磨練自己而參加了戲劇社。因此有一次作為嘉賓前往聲優培訓學校時說，如果想挑戰配音員這個行業，最好趁年輕的時候去做。
但是，綠川曾說會當配音員是因為對自己的外貌沒有信心。但是近年來他傾向於「假如配音員經常會露臉出現，如果說與能力畫上等號，會選外表好看的人」這種說法。對外貌沒有信心的人，應該磨練自己的表演技巧，學習如何注重打扮和化妝。「可以不必參加大學考試就忽視學習」這樣是不好的。舉辦測驗就是為了展現自己學習的成果，同時在培養耐心。在任何情況下，進入社會都需要耐心，如果能克服困難，是可以努力學習的。即使試鏡失敗了，就算沒有得到工作，實際上對自己是有好處的。
對於那些打算成為配音員的人，綠川不禁要說「盡可能避免聲音模仿」。原因是現在就可以做自己的表演和錄製播放的內容。雖然聲音模仿可以作為嗜好，但想要把配音員當作一種職業的話，往往會忽略自然的玩心。身為演美男子角色的配音員，也要會演丑角、擔任旁白解說。最終有可能扮演王子的角色，但是專門研究是需要繞一點遠路的。比起那個，他非常希望可以藉由發聲練習、簡短的言語，進行年輕時無法體驗的交流。乍看似乎與配音員沒有任何關係，但是這是一條捷徑。如果想要當配演員，他說最好丟棄一次「王子」稱號。
因為來自栃木縣，為口音問題苦惱許久。最終通過刻苦練習而克服。據本人說，曾經最好的朋友就是《重音字典》，並擁有3種重音字典。《聲優道》的《綠川光物語》裡可以聽到他的栃木口音。

#### 聖鬥士星矢Ω
綠川在《聖鬥士星矢Ω》得到主角光牙的演出，令他相當驚訝，因為以為自己沒有機會。之後，這項消息被跟綠川都屬青二Production的同事神谷浩史和其他人知道時，說了一句「我有看喔！這真是太神奇了！」。如果45歲了還能出演男主角，一定會讓下個世代充滿信心。這一點也讓綠川很高興，並且有信心跟以前演過《聖鬥士星矢》的古谷徹、水島裕並駕齊驅。並說「如果上面沒有任何人是主角，那麼自己會是孤獨的。但如果真的做到了，應該盡力為身後的人努力」。

## 逸事

### 關於遊戲
玩遊戲的速度異常地快，據說有時候比遊戲雜誌的攻略編輯者還早破關。由於工作關係，照理說應該沒有太多閒暇時間，到底在何時、確保多少時間、以何種程度的速度進行遊戲，覺得不可思議的粉絲也很多。
對此，當事人曾經表示其遊戲時間是錄音極少NG、省重新配音的時間而擠下來的，「Mr.Perfect」的外號也是因此而來。
作為特別講師參加AMUSEMENT MEDIA綜合學院活動的時候，被同事津久井教生問到「子安先生與綠川先生明明沒有時間，到底是在何時玩遊戲的呢？」，綠川用開玩笑的口吻回覆「進入精神與時光之屋」。
只要有時間，自己所配的全年齡向遊戲一般都會通關一遍（如近期的《女神異聞錄3》和《無雙OROCHI》等等）。不擅長玩格鬥遊戲，但如果遊戲中可以操控自己所配的角色的話，無論如何也要拚命過關（如七龍珠系列）。

#### 仙境傳說
2003年一開始是經由朋友介紹，說他在配音界可謂是《RO仙境傳說（以下簡稱RO）》的第一人，即RO的超級死忠玩家。參加是從開放β測試開始，並多次出席《RO》的經營方舉辦的活動或企劃。在遊戲雜誌上，擁有《RO》攻略的專欄。擁有神射手（2007年8月是進階二轉97級）、攻擊型祭司（2007年1月是96級）。此外還有新開一個槍手，等級不明。

#### 超級機器人大戰
2005年8月20日，在幕張展覽館舉辦「2005」的萬普「『魂！』」的活動上，綠川出現在的頭銜中。
2006年，在超級機器人大戰官方網誌『熱血！必中！！』負責執筆。
2007年3月，《超級機械人大戰W》遊戲發行日的第一天早晨，綠川早在製作人寺田貴信通知他已經為他準備軟體之前，就已經購入遊玩。
2008年，《超級機械人大戰Z》遊戲發行日當天，綠川根據網誌上的訊息表示已經收到經紀人的電子郵件，內容寫著「該軟體已經到貨，所以請不要購買」。

#### 任天堂遊戲

##### 關於《火焰之紋章》的馬爾斯
從《火焰之紋章 暗黑龍與光之劍》開始，火焰之紋章系列的所有作品他通通都玩過。在OVA版的《火焰之紋章 紋章之謎》中，它被選為現已停刊的《Family Computer Magazine》雜誌的人氣投票的第一名，之後，馬爾斯也被用在續篇和相關作品的登場角色中。後來，綠川在《火焰之紋章 The Complete》中評論了在OVA動畫演馬爾斯的感言。2001年，在《任天堂明星大亂鬥DX》出場的馬爾斯聲音也由綠川擔任。任天堂明星大亂鬥系列生父櫻井政博曾說在其他媒體幾乎不認識馬爾斯的配音員 ，結果，綠川在OVA的發表感言立即被採納。此外，在前作《任天堂明星大亂鬥》的官方網站中，由於有粉絲貼文「馬爾斯的聲音就是綠川先生」作為發表的意見，因此讓櫻井立即調查綠川，並發表了一條聲明說「如果有出大亂鬥2的話，請遵循原點」。海外版也採用了綠川在這部作品中的聲音。
在《任天堂明星大亂鬥X》、《任天堂明星大亂鬥3DS/Wii U》中，綠川以為「（馬爾斯）也許會被刪掉，因為收錄中沒有馬爾斯的聲音」感到很沮喪，但是決定（馬爾斯）參戰時，他聽了很高興。至於《X》和《for》馬爾斯的聲音，在國外的版本以及在《DX》中都採用了綠川的聲音。《for》發行之後，綠川接受採訪表示很高興自己的聲音在國外也被採用。並提出了轉用「Smash Bros.」聲音的建議。尤其，基於《火焰之紋章 覺醒》正傳的內容，「馬爾斯已經成為傳奇人物，因此不一定會登場」，因此他希望與《火焰之紋章》的追加下載內容為此共同出力。在《幻影異聞錄♯FE》中，來自《暗黑龍與光之劍》的許多角色的配音陣容大都已經煥然一新，任天堂的安藤佳織公開聲明，馬爾斯由綠川光、納巴爾由子安武人都是經過艱辛的過程才做出了選擇。在《任天堂明星大亂鬥 特別版》中，採用了綠川重錄的新聲音。櫻井說，在日本海外版如果將語言設定成為日語，即使在日本海外版中，也可以聽到綠川新的聲音。
詳情也請參照「馬爾斯 (火焰之紋章)#綠川光的談話 （日語）」及「Smash Bros. DOJO!!#Smash Bros. DOJO!!的關於逸事 （日語）」

##### 火焰之紋章系列
綠川稱從他玩早期的作品開始，1991年《超級機器人大戰》首部曲亮相都還沒有的時代，像將棋般遊戲性的奇幻世界對他而言這是新鮮事。喜歡的組合是「天馬騎士」，能力很強但弓很弱。2012年，綠川曾經將杉田智和擔任主配的《火焰之紋章 覺醒》遊戲破完。至於購買該遊戲的動力原因之一是本來很擔心小林優演的馬爾斯，但是他說自己已經玩上癮了。《火焰之紋章 覺醒》之後，他很希望參加火焰之紋章系列的下一部作品。2015年同時發行的《火焰之紋章if》和卡片遊戲《火焰之紋章0》都實現了他的心願。在《if》綠川中負責魔符、amiibo和英雄王馬爾斯；至於《0》中則負責瑪爾斯的鋁箔簽名卡。

#### SEGA遊戲
烈火英豪
綠川在這款遊戲演的主角天羽翔，是一個熱血青年。由於以前經常演冷酷的角色，因此喜歡像天羽翔這樣的熱血男兒，對自己而言既生動有趣又開心。
夢幻之星系列
綠川在這部作品演出時，公開的說除了萊維之外「也負責主角纖細的聲音」。第一次接觸夢幻之星系列的作品是任天堂GameCube版的《PSO》。如今他也在玩這部系列。主角在男法師的聲音中可以自己選擇。此外，他也很驚訝地得知萊維只要達成某種條件時會作為派對角色出現。儘管在所有後續任務中，始終必定會陪伴著萊維，但是自己也苦笑的說包括主角在內的聲音是（綠川本人）自己的聲音，所以蠻混亂的。在萊維的陪同下，清除了具有挑戰性的SH永恆之塔。
鎖鏈戰記
曾提供「Green River Light」這裝備的概念和設計，是可以裝在僧侶身上的魔杖。
自稱在2013年12月接觸這遊戲，並從續作第2部開始加入配音陣容，喜歡玩的遊戲是塔防遊戲，並且在自身喜歡的遊戲排名中，2014年6月的排名在84名，2014年8月的排名在102名。雖然無法選擇最好的成員，但當時（2014年8月）最喜歡的角色是奧魯多蘭多。在遊戲中希望演20多個角色，但是男孩角色很多，所以想要演更多很酷的角色。在遊戲中許下的願望是「在能力上，自己所演的角色可以產生協助效應」。費用是5000日元。除非未經過石田的同意，在遊戲的語音概念上將會不一樣。此外，綠川在自己的專欄中，他所演盧拉跟安妮特是同伴。由於綠川本身還有演其他角色，因此他說他想和自己的配音角色一起冒險。2015年，據透露他會繼續喜歡這部作品，包括《Summoners Wars》。

#### 勇者鬥惡龍系列
綠川說剛來到東京時，曾經公開稱玩《勇者鬥惡龍III 接著邁向傳說》玩到變「廢人」。
說到入坑《勇者鬥惡龍 英雄集結 闇龍與世界樹之城》，他苦笑地解說。前因是本來想先訓練克里弗特，卻因為克里弗特本身的成長率很低，依遊戲的規則主角並不能自行直接刪除。後因是，克里弗特在《勇者鬥惡龍IV 被引導的人們》中可以使用恢復魔法，但是在《闇龍與世界樹之城》中，不能使用恢復魔法和使用即時死亡咒語，突然抱怨「（克里弗特）他真的是牧師嗎！」。為此，綠川說克里弗特在這部是「捏他角色的位置」。在《勇者鬥惡龍 英雄集結II 雙子之王與預言的終焉》中，綠川曾經提到該遊戲中有一個可以讓亞莉娜開心的場面，並提醒玩家記住這一點。在玩了別人送他的《勇者鬥惡龍 節奏劇場》之後，稱讚裡面的歌曲是「神曲」。另外他也喜歡任天堂3DS版的《勇者鬥惡龍VIII 天空、碧海、大地與被诅咒的公主》的真人廣告影片和《勇者義彥和魔王之城》等等真人實演的內容，並看過《勇者鬥惡龍VIII》的真人電影。

## 演出
粗體字表示主要角色。

### 電視動畫

#### 1990年代及以前
1988年
- 奇天烈大百科（武士、高中生）[注 18][12]

1989年
- 惡魔君（木乃伊）
- 西瓜皮先生（吉田、青年、男）
- 變形金剛V（ドリュウ）
- 七龍珠Z（バッター）
- 夠了！阿太郎 (1990年版)（日语：もーれつア太郎）（惡童、男）

1990年
- 勇者鬥惡龍（監視員）
- 奇天烈大百科（大場）
- 七龍珠Z（士兵）

1991年
- 淘氣的雙胞胎 克萊爾學院物語（日语：おちゃめなふたご クレア学院物語）（史提夫）
- 奇天烈大百科（ヤング）
- 裝甲拯救隊
- 蓋特機器人號（"B、廣播）
- 勇者鬥惡龍 達伊的大冒險 (1991年版)（でろりん、阿波羅）
- 七龍珠Z（加修）
- 校園七大不可思議神秘事件（日语：ハイスクールミステリー学園七不思議）（吉野健一、橘）
- 閃電霹靂車（新條直輝）[注 19][13]
- 神通小精靈（男學生、線審）
- 橫山光輝 三國志（獻帝）

1992年
- 宇宙小超人 3000萬光年尋找母親（日语：ウルトラマンキッズ 母をたずねて3000万光年）
- 龍馬英雄（日语：お〜い!竜馬）（武市半平太〈少年時期〉、澤村惣之丞）
- 奇天烈大百科（門木、白服）
- 超仙魔大戰（魯人福德）
- 勇者傳說達鋼（技師）
- 七龍珠Z（人造人16號）
- 南國少年奇小邪（新太郎）
- 超時空保姆（涉田恭英）
- 蜜柑繪日記（森由起彥）

1993年
- 足球風雲（田仲俊彥[63]）
- 海潮之聲（山尾忠志）
- 奇天烈大百科（三太夫、本田）
- 機動戰士V鋼彈（李·朗）
- GS美神（沖田總司、電視上的男學生）
- 灌籃高手（流川楓、池上亮二[64]）
- 小小男子漢（主持人、杉山）
- 七龍珠Z（排骨飯）
- 美少女戰士R（／銀河星十郎）
- 勇者特急隊（雷張喬[14]、野方廣志）

1994年
- 機動武鬥傳G鋼彈（廣播、貴族B、警備員B、極道）
- 真拳傳說（日语：真拳伝説タイトロード）（真咲泰斗[65]）
- 橘子醬男孩（麥可·葛蘭特）

1995年
- 動畫世界的童話（日语：世界名作童話シリーズ ワ〜ォ!メルヘン王国）（王子、羅賓漢 等）
- 新機動戰記鋼彈W（希洛·唯[66]）
- 秀逗魔導士（傑路剛帝士·格雷瓦茲）
- NINKU -忍空-（玄武）
- 夢幻遊戲（鬼宿）

1996年
- 蒙面俠蘇洛傳（盗賊、路基諾）
- 蜡笔小新（木村）
- 秀逗魔導士NEXT（傑路剛帝士·格雷瓦茲）
- 機械女神J（吉爾哈特·法翁·法斯特）

1997年
- 少女革命（御影草時）
- 秀逗魔導士TRY（傑路剛帝士·葛雷瓦茲）
- 神奇寶貝（大佑）
- MAZE☆爆熱時空（吉法）
- 烈火之炎（水鏡凍季也）

1998年
- 愛莉絲SOS（翔野銳一郎）
- Weiß kreuz（Schuldip）
- 星際牛仔（林）
- 金田一少年之事件簿（小野寺將之〈須賀徹〉）
- 機械女神J to X（吉爾哈特·法翁·法斯特）
- 星方武俠（日语：星方武侠アウトロースター）（托比蓋拉）
- 虹之戰記伊莉絲（日语：虹の戦記イリス）（利克）
- 神奇寶貝（多武）
- 守護月天！（漢德雷德）
- 遊☆戲☆王（海馬瀨人）
- 失落的宇宙（雷裏·克雷默爾[67]）

1999年
- 海盜媽寶（日语：宇宙海賊ミトの大冒険）（卡森）
- 麻辣教師GTO（菊地善人[68]、三島軍人）
- 星方天使（飛田鴻星）
- 炸彈人 彈珠人爆外傳V（羅密歐寶）

#### 2000年代
2000年
- 捍衛者（西谷）
- 週刊故事樂園（日语：週刊ストーリーランド）（王子）
- 哆啦A夢 (大山羨代版)（骨川小夫的表哥）
- 深藍救兵（亞呂真、露露）
- 爆裂戰士戰藍寶（ガブリエラ）
- 名偵探柯南（藍川冬矢）

2001年
- The Soul Taker ～魂狩～（日语：The Soul Taker 〜魂狩〜）（廣播）
- 通靈王（席巴[69]、麻倉葉王〈500年前〉）
- 光劍星傳EX（亞倫）
- 超能奇兵（劉鳳）
- 最終幻想：無限（クリア）

2002年
- 我們這一家（岩木）
- Weiß kreuz Glühen（Schuldip）
- 鬼眼狂刀（彌羿羅）
- 超重神GRAVION（雷文[70]）
- 數碼寶貝04無限地帶（天使獸（日语：エンジェモン））
- 天地無用！GXP（九羅密美咲生）
- 東京喵喵（赤圭一郎、鋼琴妖怪、肥貓〈法蘭索瓦〉）
- WILD 7 another 謀略運河（日语：ワイルド7）（飛葉大陸[71]）

2003年
- 原子小金剛 (2003年版)（賽德）
- 空中大師（日语：エアマスター）（尾形小路）
- 銀河鐵道物語（有紀護、大衛·楊[72]）
- 魔法少年賈修（帝夫（日语：ゼオン・ベルとデュフォー）、副駕駛員）
- 神魂合體（ナイト·ヴァレンタイン）
- Saint Beast 四聖獸（2003～2007，鳳凰路卡）2系列
- 偵探學園Q（Sir·阿努比斯、川瀨力）
- 鼻毛真拳（濱綺淋）

2004年
- 戰區88（神崎悟）
- 下級生2 ～瞳孔中的少女們～（織屋浪馬）
- Keroro軍曹（R GREY）
- 神魂合體 SECOND SEASON（ナイト·ヴァレンタイン）
- 超重神GRAVION Zwei（雷文[73]）
- 月東日西 ～Operation Sanctuary～（久住直樹、天崎祐介）
- 冒險王比特（聖龍）
- 魔法少女奈葉（高町恭也）
- 名偵探柯南（石田隆志）
- 烘焙王（成海靜人）
- 熱拳本色1（蠍子王）

2005年
- 喜歡就是喜歡（羽柴空）
- 異域傳說 The Animation（威爾海姆）
- 火影忍者（嵐）
- 魔法少女奈葉A's（高町恭也）

2006年
- 怪 ～ayakashi～ 「天守物語」（姬川圖書之助）
- 飛輪少年（鰐島海人）
- 斬魔大聖DEMONBANE（日语：斬魔大聖デモンベイン）（泰里昂博士）
- 銀河鐵道物語 ～永遠的分岐點～（大衛·楊）
- 彩雲國物語（茈靜蘭）
- 超級機器人大戰OG -Divine Wars-（日语：スーパーロボット大戦OG -ディバイン・ウォーズ-）（安藤正樹[74]）
- 飛天小女警Z（鋼琴怪物）
- 冒險王比特EX（聖龍）
- 怪醫黑傑克21（間久部綠郎（日语：ロック・ホーム））
- 名偵探柯南（神尾俊之、河竹乙彌）
- 聲優白皮書（一之瀨水斗）
- 熱拳本色1 日美決戰篇（蠍子王）

2007年
- 銀魂（南戶粹）
- CLANNAD（芳野祐介）
- 鬼太郎 (第5作)（黑鴉）
- 彩雲國物語 第二系列（茈靜蘭）
- 物怪「無臉」（假面男〈敦盛〉）

2008年
- 今日大魔王！3（馮·卡貝爾尼可夫卿·德謝姆）
- CLANNAD ～AFTER STORY～（芳野祐介）
- Code Geass反叛的魯路修R2（黎星刻[75]）
- 秀逗魔導士REVOLUTION（傑路剛帝士·格雷瓦茲）
- 伯爵與妖精（愛德格·J·C·艾歇爾巴頓）
- 旁邊的兒童 我的火腿組（日语：はたらキッズ マイハム組）
- BLEACH（貴船理）
- 女神異聞錄 ～三位一體之魂～（真田明彥）

2009年
- 鬼太郎 (第5作)（不良）
- EVOLUTION-R（傑路剛帝士·葛雷瓦茲）
- 戰場女武神（皇太子）
- 七龍珠改（天津飯）
- 洋葱和尚朝太郎（日语：ねぎぼうずのあさたろう）（牛蒡的鴈治郎）
- 魯邦三世VS名偵探柯南（基斯·丹·斯丁格[76]）

#### 2010年代
2010年
- 動物偵探奇魯米（羽鳥四郎）
- Angel Beats！（FISH齊藤）
- 刀語（錆白兵）
- 銀魂（結野晴明）
- Keroro軍曹（AKIRA〈Keroro軍曹〉）
- 超級機械人大戰OG -The Inspector-（安藤正樹[77]）
- 咎狗之血（式）
- 七龍珠改（人造人16號）
- Heartcatch 光之美少女！（沙漠王杜恩）
- FAIRY TAIL（維達路達斯·鷹）
- 夢色蛋糕師（花房五月的父親）
- 熱拳本色1 影道篇（蠍子王）

2011年
- （煮卵三兄弟）
- 世界一初戀、世界一初戀2（美濃奏）
- 數碼寶貝合體戰爭 邪惡的死亡指揮官與七個王國（激流獸）
- 妖怪少爺 ～千年魔京～（花開院秀元〈第13代〉）
- 爆丸 狩獵保衛者（基爾）
- Fate/Zero（Lancer）
- 戰鬥陀螺 鋼鐵奇兵 4D（デュナミス）
- 輕鬆百合（甘波）
- 47都道府犬（日语：声優バラエティー SAY!YOU!SAY!ME!#47都道府犬）（栃木犬）
- 熱拳本色1 世界大會篇（蠍子王）

2012年
- 光明之心 ～幸福的麵包～（拉格納斯·渥太利亞）
- Dumomo & Nupepe（日语：ズモモとヌペペ）（Dumomo）
- 聖鬥士星矢Ω（光牙）
- 夏目友人帳 肆（豐月）
- Battle Spirits Sword Eyes（白夜王刃）
- Fate/Zero 2nd Season（Lancer）
- BRAVE10（石田三成[78]）
- 輕鬆百合♪♪（甘波）
- 校園剋星（棗恭介[79]）

2013年
- 歌之☆王子殿下♪ 真愛2000%（鳳瑛一）
- 銀河機攻隊 莊嚴皇子（吉亞特[80]）
- 幸福光暈 ～More Aggressive～（夏目望）
- 魔鬼戀人（逆卷綾人[81]）
- 戀曲寫真（九堂博道[82]）
- 神奇寶貝超級願望 Season 2 EpisodeN（大佑）
- 直笛與背包（吉岡的哥哥）
- 校園剋星 ～Refrain～（棗恭介[83]）
- 鲁邦三世VS名侦探柯南 THE MOVIE（基斯·丹·斯丁格）

2014年
- 七龍珠改 魔人普烏篇（天津飯）
- 我們大家的河合莊（山本〈北條〉）
- 魔神之骨（雷沃特）
- 境界觸發者（風間蒼也[84]）

2015年
- 雨色可可、雨色可可 歡迎來到RAINY COLOR！（岩瀨啓一[85]）
- 歌之☆王子殿下♪ 真愛革命（鳳瑛一）
- 學戰都市Asterisk（馬迪亞斯·梅薩）
- 境界之輪迴（六道輪迴的祖父）
- 血界戰線（傑特·奧布萊恩[86]）
- Charlotte（飛天齊藤）
- 新我們這一家（岩木[87][88]）
- 聖劍使的禁咒詠唱（魯智深[89]）
- 魔鬼戀人 MORE,BLOOD（逆卷綾人[90]）
- 七龍珠超（天津飯、莫席特）
- 美男高校地球防衛部LOVE！（真桑瓜谷）
- 青年怪醫黑傑克（寶[91]）
- 輕鬆百合 3☆High！（甘波）

2016年
- Active Raid -機動強襲室第八課-（稻城光太郎[92]）
- 歌之☆王子殿下♪ 真愛Legend Star（鳳瑛一[93]）
- 吸血鬼僕人（克蘭茲·羅真[94]）
- 在下本，有何貴幹？（坂本[95]）
- 初戀怪獸（二階堂大谷[96]）
- 名偵探柯南（諸伏景光／蘇格蘭威士忌[[[Wikipedia:格式手册/链接#章節|錨點失效]]]）

2017年
- ACCA13區監察課（帕斯蒂斯[97]）
- 鎖鏈戰記 ～赫克瑟塔斯之光～（修札[98]）
- Rewrite 2nd Season（三國）
- ID-0（凱因·亞里斯加瓦）
- 我的英雄學院 (第2、3期)（2017～2018，潮爆牛王〈袴田維〉[99]）
- 猜謎王（深見誠司[100]）
- 戰刻夜血（甘景持[101]）
- 十二大戰（迂迂真[102]）
- 夢幻慶典R（五月女一花）
- 血界戰線 & BEYOND（傑特·奧布萊恩[103]）
- 如果有妹妹就好了。（吉克·雷德菲爾德）
- 無論何時我們的戀情都是10厘米。（明智咲）

2018年
- 新幹線戰士（出水新平[104]）
- 續 刀劍亂舞 -花丸-（數珠丸恒次）
- 伊藤潤二驚選集（十字路口的美少年[105]）
- 銀魂.（南戶粹、結野晴明）
- 美男高校地球防衛部HAPPY KISS！（指宿阿多[106]）
- 冷然之天秤（隱由鷹[107]）
- 奴隸區 The Animation（新宿星矢[108]）
- 打工小哥！2（日语：働くお兄さん!）（栗戶前輩[109]）
- 鬼太郎 (第6作)（畫皮[110]）
- SSSS.GRIDMAN（古立特[111][112]）

2019年
- 家有女友（桐谷憐士[113]）
- 黑色五葉草（謎之魔道士[114]／佐拉·伊德阿爾、扎拉·伊德阿爾）
- POP TEAM EPIC SP 玄武篇（POP子〈第14話B章節〉[115][116]）
- Fairy Gone（達米安·卡爾梅[117]）
- 一拳超人（第2期）（餓狼[118]）
- 鬼滅之刃（佛堂鬼[119]）
- 偶像夢幻祭（天祥院英智[120]）
- 魔王陛下RETRY！（歐爾伊特）
- 流汗吧！健身少女（摩基）
- ACTORS -Songs Connection-（日语：ACTORS）（一乘谷羚[121]）
- 我們真的學不來！ 第2期（數學教授／古橋零侍）
- 毛球剛次郎（日语：けだまのゴンじろー）（神野頭腦）

#### 2020年代
2020年
- 隱瞞之事（不二多勝日郎）
- 魔王學院的不適任者～史上最強的魔王始祖，轉生就讀子孫們的學校～（艾魯朵拉·災亞）
- 這是妳與我的最後戰場，或是開創世界的聖戰（假面卿[122]）

2021年
- SK∞（櫻屋敷薰Cherry blossom[123]）
- 境界觸發者第2期（風間蒼也）
- 通靈王（第2作）（席巴、500年前的葉王）
- 龍先生、想要買個家。（丹尼爾）
- 我的英雄學院（第5期）（潮爆牛王）
- RE-MAIN（備前昭充）
- 星光魔法（御芽河阿智彥）
- 鍵等（棗恭介）
- 白金終局（巴爾塔）
- 新幹線戰士Z（出水新平）
- SAKUGAN（盧法斯[124]）
- 與你一起健身拳擊（蓋伊）
- 名偵探柯南 警察學校篇 Wild Police Story（諸伏景光）

2022年
- 怪人開發部的黑井津小姐（巨狼）
- 薔薇王的葬列（亨利六世、特雷爾）
- 闇影詩章F（ウルフラム・ゼルガ）
- 作為女主角！～被討厭的女主角與秘密的工作～（明智咲）
- 鍵等（芳野祐介、Fish齊藤）
- 名偵探柯南 零的日常（諸伏景光）
- BUILD DIVIDE -#FFFFFF-（利帕德）
- 愛在征服世界後（火槍鷹）
- 歌之☆王子殿下♪ 真愛ST☆RISH TOURS ～旅途的起始～（鳳瑛一）
- 數碼寶貝幽靈遊戲（妖道獸）
- 新網球王子 U-17 世界盃（L·卡繆·德·卡彭蒂耶[125]）
- 我的英雄學院 第6期（潮爆牛王）
- 人類毛病大學（伍代千隼[126]）

2023年
- 突然降臨的埃及神2（梅傑德[127]）
- 我想成為影之強者！（吉米那·賽涅）
- 魔王學院的不適任者 II ～史上最強的魔王始祖，轉生就讀子孫們的學校～（艾魯朵拉·災亞）
- 可愛過頭大危機（亞妻光彥[128]）
- 國王排名 勇氣的寶箱（喬）
- 萊莎的鍊金工房 ～常闇女王與秘密藏身處～（卡爾·斯托特）
- 寶可夢 地平線（米切爾）
- 重生者的魔法一定要特別（拉斐爾）
- ONE PIECE（北鄉）
- 撿走被人悔婚的千金，教會她壞壞的幸福生活（哈維·克勞福德[129]）

2024年
- 佐佐木與文鳥小嗶（約瑟夫）
- 狩龍人拉格納（菲比戈特）
- 勇氣爆發Bang Bravern（瓦尼塔斯[130]）
- 我的英雄學院 第7期（潮爆牛王）
- 這是妳與我的最後戰場，或是開創世界的聖戰 Season II（假面卿[131]）
- 曾經、魔法少女和邪惡相互為敵。（使者〈鳥〉[132]）
- 沒能成為魔法師的女孩子的故事（諾桑·哈里斯[133]）

2025年
- 異修羅（無盡無流賽阿諾瀑[134]）
- WITCH WATCH 魔女守護者（酒井大樹MKII[135]）
- 神椿市建設中。[136]
- 一拳超人（第3期）（餓狼[137]）

### 電影動畫
1991年
- 七龍珠Z：超級賽亞人孫悟空（史拉古軍士兵B）
- 神通小精靈：燃燒吧！友情的魔法大戰（日语：まじかる☆タルるートくん 燃えろ!友情の魔法大戦）（惡魔軍團）

1992年
- 銀河英雄傳說外傳 黃金之翼（萊茵哈特·馮·繆傑爾）
- 勇者鬥惡龍 達伊的大冒險：站起來!! 阿邦的使徒（日语：ドラゴンクエスト ダイの大冒険 起ちあがれ!!アバンの使徒）（海男）
- 勇者鬥惡龍 達伊的大冒險：突破吧!! 新生6大將軍（日语：ドラゴンクエスト ダイの大冒険 ぶちやぶれ!!新生6大将軍）（冰炎將軍布瑞根）

1993年
- 劇場版 美少女戰士R（菲歐雷）

1994年
- 劇場版 灌籃高手（日语：スラムダンク (1994年の映画)）（流川楓）
- 灌籃高手：稱霸全國！櫻木花道（日语：スラムダンク 全国制覇だ! 桜木花道）（流川楓）

1995年
- 灌籃高手：湘北最大的危機！燃起鬥志的櫻木花道（日语：スラムダンク 湘北最大の危機! 燃えろ桜木花道）（流川楓）
- 灌籃高手：咆哮籃球員靈魂！花道和流川的灼熱夏季（日语：スラムダンク 吠えろバスケットマン魂!! 花道と流川の熱き夏）（流川楓）
- 七龍珠Z：復活的融合!! 悟空和達爾（拜高安）
- 起程的冒險者們 水晶國傳說（日语：クリスタニア）（雷頓）

1998年
- 哆啦A夢七小子：蟲蟲大作戰（タガメロボ）
- 新機動戰記鋼彈W：無盡的華爾茲 特別篇（希洛·唯）

1999年
- 劇場版 遊☆戲☆王（海馬瀨人）

2001年
- 秀逗魔導士 PREMIUM（傑路剛帝士·格雷瓦茲）

2002年
- 數碼寶貝04無限地帶：古代聖獸（奧尼斯獸）復活!!（仙鷹獸）

2003年
- 劇場版 我們這一家[[[Wikipedia:格式手册/链接#章節|錨點失效]]]（岩木）

2004年
- 聖鬥士星矢 天界篇 序奏 ～overture～（斗馬〈伊卡洛斯〉）

2005年
- 劇場版 AIR（國崎往人）

2006年
- Deep Imagination ─被創造的遺傳子們─/COMEDY（黑劍士）

2007年
- 劇場版 CLANNAD（芳野祐介）
- JoJo的奇妙冒險 幻影血脈（迪奧·布蘭度）

2010年
- 劇場版 3D我們這一家：超能力花媽[[[Wikipedia:格式手册/链接#章節|錨點失效]]]（岩木）

2013年
- 七龍珠Z：神與神（天津飯）
- Fate/零話咖啡廳（Lancer[138]）
- PERSONA3 THE MOVIE #1 Spring of Birth（真田明彥[139]）
- 魯邦三世VS名偵探柯南 THE MOVIE（基斯·旦·斯仃卡）

2014年
- PERSONA3 THE MOVIE #2 Midsummer Knight's Dream（真田明彥）

2015年
- 七龍珠Z：復活的「F」（天津飯[140]）
- PERSONA3 THE MOVIE #3 Falling Down（真田明彥）

2016年
- PERSONA3 THE MOVIE #4 Winter of Rebirth（真田明彥[141]）

2016年
- 從好久以前就喜歡你。～告白實行委員會～（明智咲[142]）

2017年
- 劇場版 黑子的籃球 LAST GAME（納什·戈爾多·Jr[143]）

2018年
- Code Geass反叛的魯路修 II、III（黎星刻）

2019年
- 劇場版 歌之王子殿下：真愛王國（鳳瑛一[144]）
- 劇場版新幹線戰士：來自未來的神速ALFA-X（出水新平）

2022年
- 名偵探柯南：萬聖節的新娘（諸伏景光）
- ONE PIECE FILM RED（北鄉[145]）

2023年
- GRIDMAN UNIVERSE（古立特）[146]

2025年
- 美男高校地球防衛部ETERNAL LOVE！（指宿阿多[147]）
- 名偵探柯南：獨眼的殘像（諸伏景光）

### OVA
1989年
- 天使夜未眠（日语：アーシアン）（彌賽亞）

1991年
- 硬派銀次郎（日语：硬派銀次郎）（戶部）
- 夢回綠園（栃澤）
- 3×3 EYES（秀一）
- 含羞草（染井吉雄）
- 暗黑之貓（日语：ダークキャット）（近藤）
- 人魚之森（兵隊B）
- 星屑樂園（日语：星くずパラダイス）（工作人員）
- 銀河英雄傳說

1992年
- 甲龍傳說（日语：甲竜伝説ヴィルガスト）（尤達）
- 閃電霹靂車（新條直輝）
- 閃電霹靂車11（新條直輝）
- 世界之光 親鸞聖人（日语：世界の光 親鸞聖人）（覺明房）
- 極道水滸傳（日语：ドン 極道水滸伝）（伊達武吉）
- 巴比倫2世（サイキストC）

1993年
- The Cockpit 音速雷擊隊（日语：戦場まんがシリーズ）（野上少尉）
- 魔神英雄傳 沒有終結的故事（日语：魔神英雄伝ワタル 終わりなき時の物語）（闇羅王）

1994年
- BOUNTY DOG/獵殺月球（日语：BOUNTY DOG/月面のイブ）（三村敬[148]）
- 閃電霹靂車ZERO（新條直輝）
- B.B.FISH（日语：B.B.フィッシュ）（村岡）
- 放學後的辦公室（日语：放課後的職員室）（川瀨光郎）
- MAPS（日语：マップス (OVA)#1994年（KSS）版）（十鬼島玄）

1995年
- 機械女神R（星面）
- 真·女神轉生 東京默示錄（相馬小次郎）
- 精靈使（日语：精霊使い）（覺羅）
- 秘境探險法姆&依莉（日语：秘境探検ファム&イーリー）（雷爾王子）
- （加藤牧夫）
- 別認輸了！魔劍道（日语：負けるな!魔剣道）（楚汗）

1996年
- 閃電霹靂車 EARLYDAYS RENEWAL（新條直輝）
- 閃電霹靂車SAGA（新條直輝）
- 超人學園鋼帝王（日语：超人学園ゴウカイザー）（卡什·吉斯坦）
- 火焰之紋章 紋章之謎（日语：ファイアーエムブレム 紋章の謎 (OVA)）（馬爾斯（日语：マルス (ファイアーエムブレム)）[149]）
- 夢幻遊戲（鬼宿、宿南魏）
- 結婚 ～Marriage～（日语：卒業M）（新井透吾）
- Legend of Crystania（日语：クリスタニア）（雷頓）

1997年
- 新機動戰記鋼彈W 無盡的華爾茲（希洛·唯）
- 超光速Grandoll（日语：超光速グランドール）
- 超獸傳說Gestalt（日语：超獣伝説ゲシュタルト）（沙贊）
- 機械女神J again（吉爾哈特·馮·法斯特）

1998年
- 閃電霹靂車（新條直輝）

1999年
- 靈異教師神眉 史上最大激戰！絕鬼來襲!!（絕鬼）
- 卒業M ～我們的嘉年華～（日语：卒業M）（新井透吾）
- 倒凶十將傳（日语：倒凶十将伝）（瀨具十斗）
- Weiß kreuz（舒迪比）

2000年
- 伊藤潤二 恐怖漫畫驚選集『時尚模特兒』（岩崎）

2001年
- Memories Off（三上智也）

2002年
- 超能奇兵Fan-disc（劉鳳）

2003年
- 天地無用！魎皇鬼 (第三期)（九羅密美咲生）
- 三角心 ～Sweet Songs Forever～（日语：とらいあんぐるハート3 〜Sweet Songs Forever〜#とらいあんぐるハート 〜Sweet Songs Forever〜）（高町恭也）
- Vie Durant（日语：Vie Durant）（詩理吾）

2005年
- 喜歡所以喜歡（羽柴空）
- 超級機械人大戰ORIGINAL GENERATION THE ANIMATION（安藤正樹）
- Saint Beast 四聖獸 ～幾千個晝與夜篇～（鳳凰路卡）
- 和爸爸KISS IN THE DARK（宗方實良）

2006年
- 鋼彈 EVOLVE../7（希洛·唯）

2007年
- 銀河鐵道物語 ～被時間遺忘的行星～（大衛·楊）

2008年
- 漂亮爸爸。（日语：キレパパ。）（鷹司千里）

2010年
- 戀愛暴君（巽宗一）

2011年
- 英雄傳說 空之軌跡 THE ANIMATION（萊恩哈特）
- 我才不會喜歡上像哥哥這樣的人呢!!（披薩外送員）
- 世界一初戀 ～小野寺律的場合～（美濃奏）
- 世界一初戀 ～羽鳥芳雪的場合～（美濃奏）

2012年
- 這名男子，撿到了人魚。（日语：この男子、人魚ひろいました。）（伊佐木[150][151]）
- 史上最強弟子兼一（矢力部藏人[152]）[注 20]
- 愛戀流星鏡（日语：流れ星レンズ）（武智）

2014年
- 校園剋星EX（棗恭介、時風瞬[153]）

2015年
- 魔鬼戀人（逆卷綾人）[注 21]

2016年
- 血界戰線（傑特·歐普賴恩）

2017年
- 初戀怪獸（二階堂大谷[154]）[注 22]

2018年
- 血界戰線 & BEYOND（傑特·歐普賴恩）

2020年
- ACCA13區監察課 Regards（帕斯蒂斯[155]）

2021年
- Fate/Grand Carnival（赤兔馬）

2025年
- SK∞ EXTRA PART（櫻屋敷薰[156]）

### 網路動畫
2010年
- Starry☆Sky（土萌羊）

2014年
- 神羅萬象〜天地神明之章〜（日语：神羅万象チョコ 天地神明の章）（雜賀[157]）
- Bonjour♪ 戀味點心學園（涼芳之助[158]）

2015年
- NINJA SLAYER from ANIMATION（沃洛克[159]）

2017年
- 玉家當鋪（店長[160]、鼯鼠、狐爺）
- 夢幻慶典R（五月女一花）

2020年
- 突然降臨的埃及神（梅傑德）

2021年
- 異能的AICis（赤腕）
- 終末的女武神（索爾）

2024年
- Fate/Grand Order 搞不懂的藤丸立香 第2期（赤兔马）

2025年
- 迪士尼 扭曲仙境 動畫版（Lilia Vanrouge[161]）

### 遊戲

#### 1990年代
1992年
- 熱血行進曲（藤堂護）[注 23]
- 波斯王子（年輕人）[注 24]
- 電忍Aleste（日语：アレスタ）（影狼）

1993年
- A級雷電戰士 誕生篇（日语：Aランクサンダー 誕生編）（亂由鷹）
- 七龍珠Z 超武鬥傳（人造人16號）
- Flash Hiders（日语：フラッシュハイダース）

1994年
- KO世紀三獸士 ～蓋亞復活 完結篇～（獅虎）
- 真·女神轉生（主人翁）[注 24]
- 秀逗魔導士（傑路剛帝士·格雷瓦茲）
- SOL MOONARGE（日语：ソル・モナージュ）（索妮亞）
- 吞食天地[注 23]
- 七龍珠Z 偉大孫悟空傳說（日语：ドラゴンボールZ 偉大なる孫悟空伝説）（人造人16號）
- 露娜 永恆之藍（希羅）

1995年
- 空想科學世界（非情的瑪爾契斯）
- SUPER SLAMS -FROM TV ANIMATION SLAM DUNK-（流川楓）[注 25]
- From TV animation 灌籃高手I Love Basketball（流川楓）[注 26]
- TV Animation 灌籃高手2 IH預賽完全版!!（日语：テレビアニメ スラムダンク2 IH予選完全版!!）（流川楓）[注 27]
- 聖夜物語 AnEarth Fantasy Stories（日语：聖夜物語 AnEarth Fantasy Stories）（卡希姆）
- 雙截龍（比利）
- 七龍珠Z Ultimate Battle 22（日语：ドラゴンボールZ Ultimate Battle 22）（人造人16號）
- 七龍珠Z 真武鬥傳（日语：ドラゴンボールZ 真武闘伝）（人造人16號）
- Battle Tycoon（日语：フラッシュハイダース 巴哈）（邦古·拜波特）
- （逢魔幻人）
- 超人學園鋼帝王（日语：超人学園ゴウカイザー）（Health Tinger〈卡什·古斯坦〉）
- QUOVADIS（日语：QUOVADIS）（赫爾·巴蘭欽）

1996年
- 新超級機器人大戰（日语：新スーパーロボット大戦）（希洛·唯）
- 超級機器人大戰外傳 魔裝機神 THE LORD OF ELEMENTAL（安藤正樹）
- 第4次超級機器人大戰S（安藤正樹）
- 鬥神傳3（日语：闘神伝3）（大衛）
- TOBAL No. 1（日语：トバルNo.1）
- 七龍珠Z 偉大龍珠傳說（日语：ドラゴンボールZ 偉大なるドラゴンボール伝説）（人造人16號）
- 七秘館（飛鳥一平）
- FEDA重製版 ～正義的象徵～（日语：フェーダ）（塔斯克·布雷斯托雷特）

1997年
- （卡希姆）
- ELFIN PARADISE（品川和也）
- 超級機器人大戰F（希洛·唯、安藤正樹）
- 秀逗魔導士 Royal（傑路剛帝士·格雷瓦茲）
- 命運傳奇（里歐·馬格那斯）
- TOBAL 2（日语：トバル2）
- 王者之師2（湯姆·兀蘭）
- （小坂亮）
- 惑星攻機隊 Little Cats（托尼）
- QUOVADIS 2 ～星球大戰奧凡·雷～（日语：QUOVADIS 2〜惑星強襲オヴァン・レイ〜）（赫爾·巴蘭欽）

1998年
- SD鋼彈 G世代（1998～2019，希洛·唯、村雨零〈Proto Zero〉）－13作品
- 機動戰士鋼彈 基連的野望 阿克西斯的威脅V（日语：機動戦士ガンダム ギレンの野望）（村雨零）
- 超能力大戰2012 ～Psychic Force 2012～（麥特）
- 少女革命 遲早被革命的物語（御影草時）
- 新世代機器人戰記（日语：新世代ロボット戦記ブレイブサーガ）（雷張喬）
- 超級機器人大戰F完結篇（希洛·唯、安藤正樹）
- 秀逗魔導士 Royal 2（ 傑路剛帝士·格雷瓦茲）
- 秀逗魔導士 Wonderful～（傑路剛帝士·格雷瓦茲）
- 異域神兵（阿貝爾、臆病者〈飛〉／伊／黄飛鴻、〈工作人員表未記載〉）
- 堕落天使（日语：堕落天使）（克魯）
- 烈火英豪（日语：バーニングレンジャー）（天羽翔[55]）
- 膝上的同居人（日语：ひざの上の同居人）（凱姆）
- 夢幻奇緣（塞留斯·阿爾·薩克利德、阿爾姆雷迪·雷諾·達利斯）
- 遊戲王 怪獸膠囊Breed & Battle（海馬瀨戶）
- 夢☆色（岡田明）
- 雷弩機兵II（克拉克）
- 夢幻模擬戰V（西格瑪）
- 露娜2 永恆之藍（希羅）

1999年
- 金田一少年の事件簿3 青龍傳說殺人事件（真田孝一〈龜井喜一〉）
- 熱門高爾夫（日语：ゴルフしようよ）（朱利安·克萊門特）
- CIRCADIA（日语：サーカディア）（大塚守）
- 超能力大戰2（麥特）
- （里昂）
- 超級英雄作戰（日语：スーパーヒーロー作戦）（希洛·唯）
- 超級機器人大戰完全版（安藤正樹）
- Spiritual Soul（アクセル·エンフォージ）
- DEAD OR ALIVE 2（疾風、艾因）
- 鬥神傳 昴（新庄昴）
- 封神領域（日语：封神領域エルツヴァーユ）（天法院慧矢）
- 塗鴉小子（ユキヲ）

#### 2000年代
2000年
- 永恆的阿卡迪亞（拉米瑞茲）
- 超級機器人大戰α（希洛·唯、安藤正樹）
- Sorcerous Stabber ORPHEN 魔術士歐菲（奇斯）
- 夏色劍術小町（日语：夏色剣術小町）（宮本陽正）
- 七秘館 戰慄的微笑（飛鳥圭）
- 新世代機器人戰記2（日语：ブレイブサーガ2）（雷張喬）

2001年
- 超時空之旅NEOS（日语：エクソダスギルティー）（阿爾勒·扎贊）
- 召喚夜響曲2（聶斯提）
- 超級機器人大戰α外傳（希洛·唯、安藤正樹）
- 任天堂明星大亂鬥DX（馬爾斯[45]）

2002年
- 在我之下掙扎（日语：俺の下であがけ）（黑崎壹哉）
- Only you -Re Cross-（魔神勇二）
- 林德伯格咖啡館 ～我們的戀愛心理學2～（一之瀨進哉）
- 神無之鳥（日语：神無ノ鳥）
- THE 為女孩子而設的戀愛ADVENTURE ～-硝子之森～（宮澤樹）
- 三國志戰記（周瑜）
- 通靈王 Spirit of Shaman（席巴）
- 就像落下的櫻花（日语：それは舞い散る桜のように）（相樂山彥）
- DarlingII Backlash（中澤阿托爾航河）
- 時空幻境 魔幻迷宮2（日语：テイルズ オブ ザ ワールド なりきりダンジョン2）
- 命運傳奇2（猶大）
- 經典傳奇Vol.1（日语：テイルズ オブ ファンダム Vol.1）（李昂·馬格那斯）
- DEAD OR ALIVE 3（疾風、艾因）
- 純愛手札 Girl's Side（葉月珪）
- Pac-Man World 2（日语：パックマンワールド2）（克萊德）
- 愛★殺球！（日语：ラブ★スマッシュ!）（傑克·K·曼森）

2003年
- 吸血姬夕維 ～千夜抄～（那嵬）
- 惡魔城 曉月圓舞曲（來須蒼真）
- 召喚夜響曲3（聶斯提）
- 超級機器人大戰Scramble Commander（日语：スーパーロボット大戦Scramble Commander）（希洛·唯）
- 第2次超級機器人大戰α（希洛·唯）
- 七龍珠Z（日语：ドラゴンボールZ (ゲーム)）（人造人16號）
- 鼻毛真拳 恥毛祭（日语：ボボボーボ・ボーボボ ハジけ祭）（濱綺淋）

2004年
- 守護英雄A（エン）
- Angel's Feather（日语：Angel's Feather）（御園生櫂）
- 機神咆吼DEMONBANE（日语：斬魔大聖デモンベイン）（泰里昂博士）
- 決戰III（明智光秀）
- 魔法少年賈修 友情搭檔作戰（日语：金色のガッシュベル!! 友情タッグバトル）（帝夫）
- 魔法少年賈修!! 友情搭檔火力全開（日语：金色のガッシュベル!! 友情タッグバトル フルパワー）（帝夫）
- 魔法少年賈修 激鬥！最強的魔物們（日语：金色のガッシュベル!! 激闘!最強の魔物達）（帝夫）
- 魔法少年賈修 友情的電擊2（日语：金色のガッシュベル!! うなれ!友情の電撃2）（帝夫）
- 召喚夜響曲 鑄劍物語2（聶斯提）
- 魔法飛球 PangYa 有聲俱樂部的鏡頭（卡茲）
- 喜歡就是喜歡（羽柴空）
- 戰國無雙（明智光秀、玩家編輯武將〈男〉、新武將〈男〉 等）
- 戰國無雙 猛將傳（明智光秀、玩家編輯武將〈男〉、新武將〈男〉 等）
- Double Reaction！（亨利·杜瓦利埃）
- Double Reaction！PLUS（亨利·杜瓦利埃）
- Cherryblossom（漆原薰）
- 月東日西 ～Operation Sanctuary～（天崎祐介）[注 28]
- 帝國千戰記（日语：帝国千戦記）（史銳慶）
- 數位惡魔傳說 天魔變（熱火）
- DEAD OR ALIVE ULTIMATE（疾風、艾因）
- 轉生學園幻蒼錄（日语：転生學園幻蒼録）（飛河薙）
- 七龍珠Z2（日语：ドラゴンボールZ2）（人造人16號）
- 七龍珠Z 武空鬥劇（日语：ドラゴンボールZ 舞空闘劇）（人造人16號）
- （中澤阿托爾航河）
- 飛飛 Online（男性角色）
- 鼻毛真拳 9極戰士搞笑融合（日语：ボボボーボ・ボーボボ 9極戦士ギャグ融合）（濱綺淋）
- 鼻毛真拳 爆鬥恥毛大戰（日语：ボボボーボ・ボーボボ 爆闘ハジケ大戦）（濱綺淋）
- 烈火之炎 ～Flame of Recca FINAL BURNING～（水鏡凍季也）

2005年
- 惡魔城 蒼月十字架（來須蒼真、亞巴頓）
- Another Century's Episode（希洛·唯）
- 宇宙靈魂 無盡的暗夜之舞（米夏埃爾·拉恩夫特子爵）
- 戰神 -Ikusagami-（日语：戦神 -いくさがみ-）（明智光秀）
- 林德伯格咖啡館 -summer season-（一之瀨進哉）
- CRITICAL VELOCITY（索爾）
- 激·戰國無雙（日语：激・戦国無双）（明智光秀）
- 編碼時代指導者 ～繼承者與被繼承者～（日语：コード・エイジ コマンダーズ）（傑瑞德）
- 魔法少年賈修 友情的電擊2（日语：金色のガッシュベル!! 友情タッグバトル#金色のガッシュベル!! 友情タッグバトル2）（帝夫）
- 魔法少年賈修 友情的電撃 Dream Tag Tournament（日语：金色のガッシュベル!! うなれ!友情の電撃 ドリームタッグトーナメント）（帝夫）
- 魔法少年賈修 魔鬼對戰（帝夫）
- （紅蓮）
- 新光明與黑暗（日语：シャイニング・フォース ネオ）（凱因、假面男）
- STAMP OUT（赤江昌行）
- 第3次超級機器人大戰α 終焉之銀河（希洛·唯）
- 超七龍珠Z（日语：超ドラゴンボールZ）（人造人16號）
- 時空幻境 魔幻迷宮3（日语：テイルズ オブ ザ ワールド なりきりダンジョン3）
- 數位惡魔傳說2（熱火、熱火·奧布萊恩）
- DEAD OR ALIVE 4（疾風、艾因）
- 咎狗之血（式）
- 七龍珠Z3（日语：ドラゴンボールZ3）（人造人16號）
- 七龍珠Z Sparking！（日语：ドラゴンボールZ Sparking!）（人造人16號）
- NAMCO x CAPCOM（猶大[162]）
- NeoGeo Battle Coliseum（日语：ネオジオバトルコロシアム）（Yuki）
- 花町物語（朱璃）
- 鼻毛真拳 脫離!! 恥毛皇室（日语：ボボボーボ・ボーボボ 脱出!!ハジケ・ロワイアル）（濱綺淋）

2006年
- Another Century's Episode 2（希洛·唯）
- 阿拉伯迷情（日语：アラビアンズ・ロスト）（米夏埃爾·浮士德）
- 英雄傳說 空之軌跡FC（洛倫斯少尉）[注 29]
- 英雄傳說 空之軌跡SC（劍帝萊恩哈特[163]）
- 少女戀愛革命★Love Revo!!（日语：乙女的恋革命★ラブレボ!!）（忍）
- 機神飛翔DEMONBANE（日语：機神飛翔デモンベイン）（泰里昂博士）
- CLANNAD（芳野祐介）
- JoJo的奇妙冒險 幻影血脈（迪奧·布蘭度）
- SpellDown（音羽勇二）
- 異域傳說三部曲［查拉圖斯特拉如是說］（日语：ゼノサーガ エピソードIII［ツァラトゥストラはかく語りき］）
- 戰國無雙2（明智光秀）
- 戰國無雙2 Empires（明智光秀）
- 地獄犬的輓歌 -最終幻想VII-（Restrictor）
- 世界傳奇 光明神話（里歐·馬格那斯）
- 命運傳奇[注 30]（里歐·馬格那斯）
- 轉生學園月光錄（飛河薙、大嶽丸）
- 七龍珠Z 真武道會（日语：ドラゴンボールZ 真武道会）（排骨飯）
- 七龍珠Z Sparking！NEO（日语：ドラゴンボールZ Sparking! NEO）（人造人16號、排骨飯）
- 幻想戰記（意志堅強的少年I：聲音門票♂X）
- 女神異聞錄3（真田明彥）
- 魔界戰記2（阿德爾）
- Laughter Land（日语：Laughter Land）（奧斯華爾德）

2007年
- Another Century's Episode 3 THE FINAL（希洛·唯）
- 魔塔大陸2 少女們於世界中迴響的創造詩（塔爾剛納）
- 好逑少女 夏色射手（冰野司）
- AIR（國崎往人）
- 英雄傳說 空之軌跡 the 3rd（黑騎士）
- 在我之下AGAKE（黑崎壹哉）
- 鋼彈無雙（希洛·唯）
- 戀姬†無雙 ～心跳☆滿是少女的三國演義～（左慈）
- 光明之風（奇爾連恩）
- 神曲奏界 Memories White（艾利法斯·布蘭卡·阿爾比奧納）
- 超級機器人大戰OG ORIGINAL GENERATIONS（安藤正樹、影鏡兵）
- 超級機器人大戰OG外傳（安藤正樹、影鏡兵）
- 超級機器人大戰Scramble Commander the 2nd（日语：スーパーロボット大戦Scramble Commander the 2nd）（希洛·唯）
- 魔法飛球 PangYa 2nd Shot！（卡茲）
- Saint Beast 四聖獸 ～螺旋之章～（日语：セイント・ビースト）（鳳凰路卡）
- 戰國無雙2 猛將傳（明智光秀）
- 戰國無雙KATANA（日语：戦国無双KATANA）（明智光秀）
- 命運傳奇2（猶大）
- 七龍珠Z 真武道會2（日语：ドラゴンボールZ 真武道会2）（排骨飯）
- 七龍珠Z Sparking！METEOR（日语：ドラゴンボールZ Sparking! METEOR）（人造人16號、排骨飯）
- 女神異聞錄3 FES（真田明彥）
- MAPLUS 攜帶衛星導航2（衛星導航聲音）[注 31]
- 無雙OROCHI（明智光秀）
- 校園剋星（棗恭介、假面齊藤）
- 千金偵探～辦公室戀情事件慕～（四季健介）
- Wonderland ONLINE（席德）

2008年
- 好逑少女!!2 兩個小翠!?（冰野司）
- 邪念石編年史 ～紅輝魔石～（克利安）
- 鋼彈無雙2（希洛·唯）
- 機動戰士鋼彈 鋼彈VS.鋼彈（日语：機動戦士ガンダム ガンダムVS.ガンダム）（希洛·唯）
- 問答魔法學院DS（庫洛尼卡）
- 緋紅帝國 ～Circumstance to serve a noble～（日语：クリムゾン・エンパイア〜Circumstance to serve a noble〜）（米夏埃爾·浮士德）
- 水時計 ～光和影的十字架～（迪斯／闇之助祭〈迪諾斯〉[164]）
- 超級機器人大戰A 攜帶版（希洛·唯）
- 超級機器人大戰Z（阿薩基姆·杜溫、雷文）[注 32]
- sweet pool（翁長善彌）
- 盜賊皇女（吉爾）
- 任天堂明星大亂鬥X（馬爾斯[48]）
- 陸行鳥與魔法繪本 魔女與少女與5名勇者（司祭李奇）
- 「青春男孩」人夏的經驗!?（日下萬里）
- 最終幻想 紛爭（費里昂[165]）
- 命運傳奇 導演剪輯版（里歐·馬格那斯）
- 戀運成真（日语：トゥルーフォーチュン）（木戶帝生）
- 咎狗之血 True Blood（式）
- 七龍珠Z 無限世界（日语：ドラゴンボールZ インフィニットワールド）（人造人16號、排骨飯）
- 七龍珠Z 爆發極限（日语：ドラゴンボールZ バーストリミット）（人造人16號）
- 忍者外傳2（電擊艾力克）
- 魔喚精靈 PORTABLE（萊維[166]）
- 花宵羅曼史 愛與悲傷-爲妳而唱（日语：花宵ロマネスク）（寶生綾芽）
- 夢幻之星0（日语：ファンタシースターZERO）（萊維[167][168]、主人翁[168]）
- Fate/unlimited codes（Zero Lancer）
- 星空漫畫花園（日语：星空のコミックガーデン）（轟木圭吾）
- 魔界戰記3（日语：魔界戦記ディスガイア3）（阿德爾）[注 33]
- 無雙OROCHI 蛇魔再臨（明智光秀）
- 妳的秋之回憶 ～Girl's Style～（日语：ユア・メモリーズオフ〜Girl's Style〜）（佐佐俊一）
- Life With Idol（日语：ライフウィズアイドル）（神崎拓也）
- Real Rode（奇斯）
- LUX-PAIN（日语：ルクス・ペイン）（雷·普拉提耶）

2009年
- 鍛人 黑翼之章（日语：カヌチ）
- 假面騎士 Climax Heroes（假面騎士Nega電王）
  - 假面騎士 Climax Heroes
  - 假面騎士 Climax Heroes W
- 機動戰士鋼彈 鋼彈VS.鋼彈NEXT（日语：機動戦士ガンダム ガンダムVS.ガンダムNEXT）（希洛·唯）
- SIGNAL（日语：SIGNAL (ゲーム)）（中澤阿托爾航河）
- Starry☆Sky ～in Spring～（土萌羊）
- STEAL！（日语：STEAL!）（藤谷慧）
- 戰國無雙3（明智光秀）
- 誰裏 -True or Lie？-（御門利人）
- DISSIDIA FINAL FANTASY UNIVERSAL TUNING（費里昂〈日語版戰鬥聲音〉）
- 時空幻境 世界傳奇 閃耀神話2（日语：テイルズ オブ ザ ワールド レディアント マイソロジー2）（里歐·馬格那斯）
- 時空幻境 決鬥傳奇（日语：テイルズ オブ バーサス）（里歐·馬格那斯）
- 桃華月憚 -光風之陵王-（櫻右近）
- 鬥真傳（日语：闘真伝）（富士見守）
- 七龍珠 迅猛炸裂（日语：ドラゴンボール レイジングブラスト）（天津飯、人造人間16號）
- 乳臭未乾英雄譚 ～太陽和月亮的故事～（日语：なりそこない英雄譚〜太陽と月の物語〜）（克洛克）
- 伯爵與妖精 ～忘情於夢與羈絆～（愛德格·J·C·艾歇爾巴頓）
- （朱璃）
- 魔法飛球 PangYa PORTABLE（日语：ファンタジーゴルフ パンヤ PORTABLE）（卡茲）
- 女神異聞錄3 PORTABLE（真田明彥[169]）
- 無雙OROCHI Z（明智光秀）
- 妳的秋之回憶 ～Girl's Style～ PSP（佐佐俊一）
- 小小艦長（白浪雪乃）
- 校園剋星 Converted Edition（棗恭介、假面齊藤）

#### 2010年代
2010年
- 惡魔城 絕望協奏曲（來須蒼真）
- Another Century's Episode:R（安藤正樹、黎星刻）
- 伊蘇vs.空之軌跡 Alternative Saga（萊維[170]）
- 少女戀愛革命★Love Revo!! Portable（忍）
- 鍛人 二種羽翼（阿克托·埃斯塔）
- 假面騎士 Climax Heroes OOO（假面騎士Nega電王）
- 假面騎士對決化身騎士（日语：仮面ライダーバトル ガンバライド）（假面騎士Nega電王／闇太洛斯）
- 鋼彈無雙3（希洛·唯）
- 機動戰士鋼彈 極限VS.（日语：機動戦士ガンダム エクストリームバーサス）（希洛·唯[171]）
- Keroro RPG 騎士與武者與傳說海盜（日语：ケロロRPG 騎士と武者と伝説の海賊）（雷因）
- 光明之心（拉格納斯·渥太利亞）
- 超級機器人大戰OG傳奇 魔裝機神 THE LORD OF ELEMENTAL（日语：スーパーロボット大戦OGサーガ 魔装機神 THE LORD OF ELEMENTAL）（安藤正樹）
- Starry☆Sky ～in Spring～ Portable（土萌羊）
- Starry☆Sky ～After Spring～（土萌羊）
- 戰場女武神2 加利亞王立士官學校（巴爾德倫·嘉賽納）
- TAKUYO Mix Box ～初次週年紀念～（漆原薰）
- 咎狗之血 True Blood Portable（式）
- 七龍珠 搭檔對決（日语：ドラゴンボール タッグバーサス）（人造人16號）
- 七龍珠群雄（人造人16號）
- B's-LOG PARTY♪（寶生綾芽）
- 地獄犬計畫（仲間嵩）
- 雅戀 ～MIYAKO～（日语：雅恋 〜MIYAKO〜）（式神·貳號）
- 馴獸師與王子陛下（日语：猛獣使いと王子様）（馬歇斯）
- Real Rode PORTABLE（奇斯）

2011年
- Another Century's Episode Portable（希洛·唯）
- 解放之刃 REXX（日语：アンチェインブレイズ レクス）（露西亞斯）
- 籠中的艾莉希絲（日语：籠の中のアリシス）（馬克西米利安〈神秘青年〉）
- 假面騎士Climax Heroes Fourze（假面騎士Nega電王）
- 戀愛男友（長瀨春馬）
- 真恐怖驚魂夜 第11名訪問者（池谷雅也）
- 戰國無雙3 猛將傳（明智光秀）
- 戰國無雙3 Z（明智光秀）
- 戰國無雙3 Empires（明智光秀）
- 戰國無雙 Chronicle（明智光秀）
- 戰場女武神3 -Unrecorded Chronicles-（巴爾德倫·嘉賽納）
- 第2次超級機器人大戰Z 破界篇（希洛·唯、黎星刻、阿薩基姆·杜溫）[注 32]
- （御門利人）
- 最終幻想 紛爭012（費里昂）
- 世界傳奇 光明神話3（日语：テイルズ オブ ザ ワールド レディアント マイソロジー3）（里歐·馬格那斯、猶大）
- DEAD OR ALIVE Dimensions（疾風、艾因）
- 特洛伊無雙（帕里斯）
- FabStyle（日语：FabStyle）（大衛·弗萊明）
- 雅戀 ～MIYAKO～ 月詠之夢（式神·貳號）
- 無雙OROCHI 2（明智光秀）
- 馴獸師與王子陛下 ～Snow Bride～（馬歇斯）
- 馴獸師與王子陛下 Portable（馬歇斯）

2012年
- 逢魔時～怪談羅曼史～（日语：逢魔時〜怪談ロマンス〜）（式部密）
- 假面騎士 超Climax Heroes（假面騎士Nega電王）
- 機動戰士鋼彈 極限VS.火力全開（日语：機動戦士ガンダム エクストリームバーサス フルブースト）（希洛·唯）
- Confidential Money ～300日3000稼方法～（阿倫·莫里斯[172]）
- 光明之刃（阿爾貝利希[173]）
- 超級機器人大戰OG SAGA 魔裝機神II REVELATION OF EVIL GOD（安藤正樹）
- Starry☆Sky ～After Spring～ Portable（土萌羊）
- 聖鬥士星矢Ω 終極小宇宙（光牙[174]）
- 絕對☆之星（天羽純彌[175]）
- 戰國無雙 Chronicle 2nd（明智光秀[176]）
- 第2次超級機器人大戰OG（安藤正樹[177]）
- 第2次超級機器人大戰Z 再世篇（希洛·唯、黎星刻、阿薩基姆·杜溫）[注 32]
- DIABOLIK LOVERS（逆卷綾人[178]）
- 時空幻境 英雄傳奇（日语：テイルズ オブ ザ ヒーローズ ツインブレイヴ）（里歐·馬格那斯）
- DEAD OR ALIVE 5（疾風）
- 走出戶外！花札道中記（日语：とびだせ!トラぶる花札道中記）（Lancer）
- 七龍珠群雄 銀河任務2彈（排骨飯）
- 英雄幻想曲（日语：ヒーローズファンタジア）（劉鳳、傑路剛帝士·格雷瓦茲）
- 戀曲寫真（九堂博道）
- 勇氣默示錄：Flying Fairy（神泉[179]）
- 女神異聞錄4 終極深夜鬥技場（真田明彥[180]）
- 雅戀 ～MIYAKO～ 殘雪之宴（式神·貳號）
- 馴獸師與王子陛下 ～Snow Bride～ Portable（馬歇斯）
- 鏽蝕之心（法朗茲）

2013年
- CHAOS HEROES ONLINE（塞爾迪恩[181]、萊法德[182]）
- 巴哈姆特之怒（阿爾貝爾[183]、娃娃用戶、珀西瓦里）
- 超級機器人大戰OG INFINITE BATTLE（日语：スーパーロボット大戦OG INFINITE BATTLE）（安藤正樹[184]）
- 超級機器人大戰OG傳奇 魔裝機神III PRIDE OF JUSTICE（日语：スーパーロボット大戦OGサーガ 魔装機神III PRIDE OF JUSTICE）（安藤正樹[185]）
- 超級機器人大戰Operation Extend（希洛·唯、安藤正樹）[注 34]
- 超級機器人大戰UX（大導師提利昂）
- 青春的開端（空閑灰時[186]）
- Tiny×MACHINEGUN（日语：Tiny×MACHINEGUN）（布雷德利·麥丹尼爾[187]）
- 黃昏時 ～怪談羅曼史～（式部密[188]）
- DIABOLIK LOVERS MORE,BLOOD（逆卷綾人[189]）
- DIABOLIK LOVERS LIMITED V EDITION（逆卷綾人[190]）
- DEAD OR ALIVE 5 ULTIMATE（艾因、疾風[191]）
- 龍之谷（刺客）
- 忍者Arms
- HEROES' VS（日语：HEROES' VS）（假面騎士Nega電王[192]）
- Fate/Zero The Adventure（Lancer[193]）
- 戀曲寫真 Kiss（九堂博道[194]）
- 勇氣默示錄：For the Sequel（神泉）
- 女神異聞錄4 無敵究極背橋摔（真田明彥[195]）
- 樂園男子（松總士[196]）
- 0時之鐘和灰姑娘 ～Halloween Wedding～（日语：0時の鐘とシンデレラ〜Halloween Wedding〜）（埃爾默＝英格朗[197]）

2014年
- （狐森吟[198]）
- ALICE＝ALICE（裏艾莉絲[199]）
- Unlight（梅倫）
- CV ～CASTING VOICE～（日语：CV 〜キャスティングボイス〜）（鷹城好一[200]）
- 機動戰士鋼彈 極限VS.全力爆發（日语：機動戦士ガンダム エクストリームバーサス マキシブースト）（希洛·唯）
- GUILTY GEAR Xrd SIGN（貝曼[201]）
- 十字召喚師（艾爾溫·阿修弗德王子[202]）
- 時間復興（克萊夫·尼爾[203]）
- 魁!! 男塾 ～日本啊，這才是男子漢！～（赤石剛次[204]）
- （月城冬馬[205]）
- 三國志英歌[206]
- 白貓Project（凱爾、闇王[207]）
- 光明之響（煌龍）
- 新·世界樹的迷宮2：法夫納的騎士（日语：新・世界樹の迷宮2 ファフニールの騎士）（主人翁[208]）
- 神話帝國Soul Circle[209]
- 超級機器人大戰OG傳奇 魔裝機神F COFFIN OF THE END（日语：スーパーロボット大戦OGサーガ 魔装機神F COFFIN OF THE END）（安藤正樹[168][210]）
- 戰國無雙 Chronicle 3（日语：戦国無双 Chronicle 3）（明智光秀[211]）
- 戰國無雙4（明智光秀[212]）
- 任天堂明星大亂鬥3DS/Wii U（馬爾斯[26]）
- 第3次超級機器人大戰Z 時獄篇（希洛·唯、阿薩基姆·杜溫）[注 32]
- 鎖鏈戰記 ～絆之新大陸～[213]（盧拉（5★戰士）[168]、奧烏拉拉（4★戰士）、里希特（5★僧侶）、帕爾瑪（4★法師）、札伊德（4★弓手）等20多位角色[28]）
- DIABOLIK LOVERS VANDEAD CARNIVAL（逆卷綾人[214]）
- 時空幻境 群星傳奇（日语：テイルズ オブ アスタリア）（里歐·馬格那斯[215]）
- 時空幻境 世界傳奇 夢想尤尼提亞（日语：テイルズ オブ ザ ワールド タクティクス ユニオン）（里歐·馬格那斯[216]）
- 討鬼傳 極（相馬[217]）
- 女神異聞錄Q 闇影迷宮（真田明彥[218]）
- 魔女王（日语：魔女王）（[219]）
- Rewrite（旅藝人）

2015年
- Asdivine Dios（十六夜）
- Asdivine Menace（日语：アスディバインメナス）（十六夜[220]）
- 艷Girl～Premium（古高俊太郎[221]）
- 偶像夢幻祭（天祥院英智[222]）
- 英雄傳說 空之軌跡FC Evolution[223]
- 英雄傳說 空之軌跡SC Evolution（萊維[224][225]）
- 機動戰士鋼彈 極限VS. FORCE（日语：機動戦士ガンダム エクストリームバーサス フォース）（希洛·唯）
- GUILTY GEAR Xrd -REVELATOR-（貝曼[226]）
- Crash Fever（曹操）
- 碧藍幻想（2015～2018，阿爾貝爾[227]、芙蕾[228]）
- 幻影異聞錄♯FE（馬爾斯[遊戲內 1]）
- XUCCESS HEAVEN（緋村恭二郎[229]）
- 第3次超級機器人大戰Z 天獄篇（希洛·唯、阿薩基姆·杜溫）[注 32]
- DIABOLIK LOVERS DARK FATE（逆卷綾人[230]）
- DIABOLIK LOVERS MORE,BLOOD LIMITED V EDITION（逆卷綾人[231]）
- 最終幻想 紛爭（費里昂[232][233]）
- DEAD OR ALIVE 5 LAST ROUND（疾風、艾因[234]）
- 勇者鬥惡龍 英雄集結 闇龍與世界樹之城（克里夫特[235]）
- 七龍珠 異戰（日语：ドラゴンボール ゼノバース）（天津飯）
- 夢幻之星Online2es（札卡多[236]）
- 聖火降魔錄if（amiibo 英雄王馬爾斯[52][注 16]）
- Fate/Grand Order（2015～2018，迪爾姆德·奧迪那[237]、赤兔馬）
- 勇氣默示錄2 終結次元（信綱上泉[238]）
- 馴獸師與王子陛下 ～Flower & Snow～（馬歇斯[239]）
- 夢王國與沉睡中的100位王子殿下（修堤爾[240]）
- 失落英雄 BONUS EDITION（日语：ロストヒーローズ）（命運飛翼鋼彈零式）

2016年
- 一血卍傑 -ONLINE-（日语：一血卍傑-ONLINE-）（牛若丸[241]）
- 逆轉奧賽羅尼亞（西格弗里德[242]）
- 在下坂本，有何貴幹？秘笈…Free Time Killer（坂本[243]）
- 召喚夜響曲6 消逝的境界（日语：サモンナイト6 失われた境界たち）（聶斯提[244]）
- Shadowverse（制裁的惡魔、珀西瓦里、雷維翁劍士·阿爾貝爾[245]）
- 超級機翼人大戰X-Ω（日语：スーパーロボット大戦X-Ω）（2016～2019，安藤正樹[246]、希洛·唯、黎星刻、劉鳳）
- 超級機器人大戰OG THE MOON DWELLERS（安藤正樹）
- 7'scarlet（日语：7'scarlet）（花手[247]）
- DIABOLIK LOVERS LUNATIC PARADE（逆卷綾人[248]）
- 為了誰的鍊金術師（札哈爾[249]）
- 鎖鏈戰記（猶大[250]）
- 討鬼傳2（相馬[251]）
- 刀劍亂舞 -ONLINE-（數珠丸恆次）
- 勇者鬥惡龍 英雄集結II 雙子之王與預言的終焉（克里夫特[61]）
- 龍族獵人COOP（克勞斯[252]）
- 七龍珠 異戰2（天津飯、人造人16號）
- 冷然之天秤帝都幻惑綺譚（隱由鷹[253]）
- 百花百狼 ～戰國忍法帖～（石川五右衛門[254]）
- 文豪與鍊金術師（尾崎紅葉）
- 如果，這個世界有神明大人的話。（來實雅人[255]）

2017年
- 羈絆前鋒（真翔一[256]）
- 新槍彈辯駁V3 大家的自相殘殺新學期（天海蘭太郎[257]）
- DISSIDIA FINAL FANTASY OPERA OMNIA（日语：ディシディア ファイナルファンタジー オペラオムニア）（費里昂[258]）
- DIABOLIK LOVERS LOST EDEN（逆卷綾人[259]）
- 陰陽師（一目連）
- 超級機器人大戰V（雷張喬）
- 戰刻夜想曲（甘粕景持）
- 時空幻境 鏡光傳奇（日语：テイルズ オブ ザ レイズ）（里歐·馬格那斯、猶大）
- 聖火降魔錄 英雄雲集（馬爾斯[260][遊戲內 2][遊戲內 3][遊戲內 4][遊戲內 5]）
- 冷然之天秤 黑百合炎陽譚（隱由鷹[261]）
- 雞尾酒王子（日语：カクテル王子）（黯淡的母親）
- 聖火降魔錄無雙（馬爾斯[262]）
- 骰動人生好運道 DQ&FF 30th ANNIVERSARY（日语：いただきストリート ドラゴンクエスト&ファイナルファンタジー 30th ANNIVERSARY）（克里夫特[263]）
- 勇者鬥惡龍 強敵對決（日语：ドラゴンクエスト ライバルズ）（克里夫特）
- 少女勇者（法爾[264]）

2018年
- DISSIDIA FINAL FANTASY NT（費里昂[265]）
- 七龍珠 FighterZ（日语：ドラゴンボール ファイターズ）（天津飯、人造人16號）
- 超級機器人大戰X（希洛·唯、雷張喬、安藤正樹）
- Sdorica 萬象物語（莫里斯·迪特里希）
- 女神異聞錄3 月夜熱舞（真田明彥[266]）
- BLAZBLUE CROSS TAG BATTLE（真田明彥）
- DREAM！ing（日语：DREAM!ing）（猿渡喜一[267]）
- 無雙OROCHI 3（明智光秀）
- 單戀對比 -way of parting-（椎葉亞樹那[268]）
- 格式塔·奧丁（古德曼[269]）
- 怪物彈珠（摩西）
- 女神異聞錄Q2 新電影迷宮（真田明彥[270]）
- 任天堂明星大亂鬥 特別版（馬爾斯[271][51]）
- SOUL REVERSE ZERO（布拉德、安倍晴明）

2019年
- DIABOLIK LOVERS CHAOS LINEAGE（綾人[272]）
- DEAD OR ALIVE 6（疾風[273]）
- Dragalia Lost ～失落的龍絆～（阿爾貝爾[274]）
- 超級機器人大戰T（雷張喬、安藤正樹）
- Dragalia Lost ～失落的龍絆～（馬爾斯[275]）
- 三國烈霸（趙雲[276]）
- 超級機器人大戰DD（希洛·唯、安藤正樹）
- 萊莎的鍊金工房 ～常闇女王與秘密藏身處～（卡爾·斯托特）
- 星鳴迴響（望島瑞雲[277]）
- 幻奏喫茶幸會（御門的助手[278]）
- BLADE XLORD（克奧·瓦提斯[279]）
- 第七史詩（威爾德雷德[280]）
- 魔界戰記DISGAEA RPG（阿戴爾[281]）
- 魔法少年賈修 Golden Memories（帝夫）
- 夢幻模擬戰 Mobile（文森特、西格瑪、萊恩哈特）
- Crash Fever（曹操）

#### 2020年代
2020年
- 七龍珠Z 卡卡洛特（天津飯、人造人16號）
- 七龍珠 激戰傳說（日语：ドラゴンボール レジェンズ）（天津飯）
- 偶像夢幻祭!! Music（天祥院英智[282]）
- 迪士尼扭曲仙境（日语：ディズニー ツイステッドワンダーランド）（利利亞·凡爾修[283]）
- 八月的棒球甜心（ベアマックス）
- 明日方舟（Thermal-EX）
- Sevens Story（日语：セブンズストーリー）（八雲、棗恭介）
- Tales of Crestoria（日语：テイルズ オブ クレストリア）（里歐·馬格那斯[284]）
- Tales of Crestoria（日语：テイルズ オブ クレストリア）（里歐·馬格那斯[285]）
- Fantasia Re:Build（傑路剛帝士·格雷瓦茲[286]）
- 寶可夢大師（N[287]）
- 食物語（佛跳牆）

2022年
- 白夜極光（諾維亞）

### 廣播劇
1992年
- 魔神英雄傳3 虎王物語（鬼夜叉、青輝龍）

1996年
- 超人洛克（日语：超人ロック）（洛克）
  - Cosmic Game
  - 炎之虎

2003年
- 最終幻想戰略版Advance（雷那多·托艾姆）

2010年
- 青山二丁目劇場（日语：青山二丁目劇場）「源氏物語」（光源氏）

### 數位漫畫
2007年
- Switch Girl!! ～變身指令～（神山新）

2009年
- 孤高的人（日语：孤高の人）（森文太郎）

2011年
- 愛說謊的莉莉（高梨直太）

### 外語配音

#### 演員
趙又廷
- 痞子英雄2：黎明再起（吳英雄）
- 九層妖塔（胡八一）
- 狄仁傑之神都龍王（狄仁傑）
  - 狄仁傑之四大天王（狄仁傑）

#### 電影
- 霜花店（洪麟〈趙寅成〉）
- 奪得錦標歸（英语：Champion (1949 film)）（John Varvatos）
- 青澀禁果（日语：青い相姦）（Mattis〈Florian Heiden〉）※VHS版。
- 決戰紫禁之巔（西門吹雪〈鄭伊健〉）
- 飛吧，爸爸（朝鲜语：플라이 대디）（蔡秀彬〈金智勳〉）
- 特警新人類（Jack／太子〈謝霆鋒〉）
- 九龍冰室（九紋龍／文諾言〈鄭伊健〉）
- 潛逃時空（Philippe Weis〈文森特·卡塞瑟〉）
- 追殺比爾 Vol.1（Pretty Riki）
- 駭客任務系列（Kid〈Clayton Watson〉）※劇院公映版。
  - 駭客任務：重裝上陣（Kane）
  - 駭客任務完結篇：最後戰役
- 驚聲尖叫3（Tom Prinze〈馬特·基斯拉〉）
- 守護天使 (2001年電影)（Corey Mahoney）
- 順流逆流（英语：Time and Tide (2000 film)）（Tyler〈謝霆鋒〉）

#### 電視影集
- 機器之心
- Life with Derek（英语：Life with Derek）（Trevor）
- 心計（Westhoff）
- 靈媒緝凶 (第5季)（Brian Sward）
- 火線救援（英语：Rescue Me (U.S. TV series)）（Franco Rivera〈Daniel Sunjata〉）
- 妖怪！百鬼夜高等学校（鼠男）

#### 動畫
- 駭客任務立體動畫特集（Kid〈Clayton Watson〉）
- 芭比娃娃相關
  - 芭比與胡桃鉗的夢幻之旅（The Nutcracker／Prince Eric〈Kirby Morrow〉）
  - 真假公主芭比（King Dominick〈Mark Hildreth〉）[注 39]
  - 長髮公主芭比（Stephen）
  - 芭比之天鵝湖公主（Daniel王子）
- 蝙蝠俠（少年）
- 大力士（英语：Hercules (1998 TV series)）（忒修斯）
- 湯瑪士小火車（Bertie、男性乘客、波特〈第2代日語配音〉、Oliver、Harvey）※富士電視台版。
  - 湯瑪士小火車：湯瑪士和神奇鐵路（英语：Thomas and the Magic Railroad）（Bertie）
- RWBY（Mercury Black）

### 特攝影集
1993年
- 電光超人古立特（古立特的聲音）

1997年
- 電視雜誌（日语：テレビマガジン）特製 超人力霸王迪卡 超級錄影帶（超人力霸王迪卡的聲音）[309]

1999年
- 救急戰隊GOGOV（龍皇子（龍冥王）沙拉曼狄斯的聲音）

2000年
- 救急戰隊GOGOV VS銀河人（龍皇子（龍冥王）沙拉曼狄斯的聲音）
- 未來戰隊時間連者（殺手警官阿貝爾的聲音）

2003年
- 爆龍戰隊暴連者（杜畢翼龍（冠翼爆龍）的聲音）
- 爆龍戰隊暴連者超級錄影帶 全爆龍爆笑戰役（杜畢翼龍（冠翼爆龍）的聲音）
- 劇場版 爆龍戰隊暴連者DELUXE：暴連者的暑假好冰喔！（杜畢翼龍（冠翼爆龍）的聲音）

2004年
- 爆龍戰隊暴連者VS破裏劍者（杜畢翼龍（冠翼爆龍）的聲音）

2005年
- 超人力霸王馬克斯（DVD特典影像旁白）
- 特搜戰隊刑事連者VS暴連者（杜畢翼龍（冠翼爆龍）的聲音、再生的聲音）
- 魔法戰隊魔法連者（冥獸人冥獸蜘蛛的聲音）

2008年
- 劇場版 假面騎士電王&Kiva 巔峰刑事（日语：劇場版 仮面ライダー電王&キバ クライマックス刑事）（闇太洛斯／假面騎士Nega電王的聲音）

2010年
- 超人力霸王傑洛 THE MOVIE 超決戰！貝利爾銀河帝國（鏡子騎士的聲音）

2011年
- 超人力霸王傑洛外傳 Killer the Beatstar（日语：ウルトラマンゼロ外伝 キラー ザ ビートスター）（鏡子騎士的聲音）

2012年
- 超人力霸王列傳（鏡子騎士的聲音）
- 超人力霸王傑洛之戰（日语：ウルトラゼロファイト）（鏡子騎士的聲音）
- 非公認戰隊秋葉原連者（歌舞伎町雌黑豹紋蝶的聲音）

2018年
- 劇場版 超人力霸王捷德 連繫起來！ 願望!!（鏡子騎士的聲音[310]）

2019年
- 快盜戰隊魯邦連者VS警察戰隊巡邏連者（卡傑米的聲音）
- 騎士龍戰隊龍裝者（懷茲魯的聲音[311]）

### 廣播節目
※記號表示說明網路廣播。
- （1994年，文化放送）
- 流星 Love Story's Happy Hearty Triangle（AM神戶）
- 綠川光的那裏不行
- 聖獸 野獸們的天堂派對（日语：セイント・ビースト ケダモノたちのHEAVEN'S PARTY）（2003年－2010年，不定期主持人，animateTV（日语：アニメイトタイムズ））※
- 轉生學園放送部（日语：転生學園幻蒼録#Webラジオ）（2004年，animateTV）※
- 喜歡電台!!（日语：好きしょ!!ラジオ）（2004年－2005年，Lantis web radio（日语：ランティスウェブラジオ））※
- 聲優Wave（日语：声優Wave） for Girls：請給綠川光一點刺激吧…（2004年－2006年，AII）※
- BL-PARADISE（2005年－2006年）
- 綠川光SOLDIER BREAK（日语：ファンタジーワールド）（TBS廣播）
- 彩雲國物語 ～雙劍之舞～（2006年－2009年，animateTV）※
- 『學園天使☆狂想曲』綠川光的天使之夜（2006年，animateTV）※
- Tiara Radio（日语：ティアラジオ）（2007年－現在休止，Lantis web radio）※
- 新機動戰記鋼彈W 綠川光的任務，了解（2007年 - 2008年，BEAT☆Net Radio！（日语：BEAT☆Net Radio!））※
- 棗兄弟！（日语：ナツメブラザーズ!）（2008年－2011年，音泉）※
- 純愛手札 Girl's Station（2008年－2009年，KONAMI STATION（日语：KONAMI STATION）、音泉）※
- 綠川光、岡本寬志的戀運成真電台（2008年，文化放送）
- DIGITAL DEVIL RADIO『Atlus、Maniacs』（2010年，animateTV）※
- 熱血！必中！聲音超級網誌（2011年－2012年、2013年、2014年，官方網誌（部落格）內）※
- 東映動畫Mobile STATION（2012年，animateTV）※
- 網路電台『聖鬥士星矢Ω』（2012年－2013年，animateTV）※
- 校園剋星R（日语：リトルバスターズ!R）（2012年－2014年，HiBiKi Radio Station（日语：HiBiKi Radio Station）、音泉）※
- ～王子育成～（2014年－2015年，animateTV）※[312]
- 綠川光、今井麻美、內田彩的鎖戰電台（2014年－2016年，文化放送[313]、大阪電台、超！A&G+※）
- （2016年－2017年，文化放送）
- 鎖鏈戰記官方網路電台公式「鎖鏈電台」（2017年－，音泉、YouTube）※[314]
- HE★VENS RADIO ～Go to heaven～（2018年－，animate Times）※[315]

### 朗讀、廣播CD
- 官能昔話5 ～希臘神話～
- 週刊陪伴入睡CD vol.12 聰
- 成·人·限定 處罰CD Penalty I（神崎一誠）
- DJCD Starry☆Sky ～星月學園新聞社～ 第1卷
- 戰國武將物語 ～大名篇其貳～（第七話「雜賀孫一物語」）
- 戰國武將物語外傳 ～14大名物語～（雜賀孫一物語外傳「傳說的鐵砲使者」）
- DEARS（日语：DEARS） 世界物語 ～青之本～（第十話『石中之劍』）
- DEARS 世界物語 ～夢之本～（第十九話『湖畔之劍』）
- 咎狗之血 True Blood DJCD「狗電台 TB-SHOW」
- DJCD「伯爵與妖精」 ～笑笑妖精的茶會～
- 幕末志士物語 ～新選組篇～（「山崎烝物語」）
- 幕末志士物語外傳 ～14新選組&薩摩·長州篇～（「山崎烝物語外傳」）
- HONEY BEE（日语：HONEY BEE） 數羊晚安系列 Vol.7
- 不可思議工房症候群 原聲朗讀CD EPISODE.9「卒業」
- 蜂蜜聲藥（日语：ミツバチ声） 
- DJCD Radio☆Rode Vol.1（嘉賓）
- RealRode with 數羊晚安系列 ～Sleep in The Rode（羊☆）～ vol.3 &編

### 廣告
- 新機動戰記鋼彈W LD、錄影帶
- 新機動戰記鋼彈W G-UNIT（日语：新機動戦記ガンダムW デュアルストーリー G-UNIT） 塑膠模型
- 新機動戰記鋼彈W Endless Waltz 塑膠模型
- 超級機器人大戰系列
  - 超級機器人大戰F完結篇
  - 超級機器人大戰外傳 魔裝機神 THE LORD OF ELEMENTAL
  - 超級機器人大戰Z
  - 超級機器人大戰OG SAGA 魔裝機神 THE LORD OF ELEMENTAL
  - 超級機器人大戰OG SAGA 魔裝機神II REVELATION OF EVIL GOD
- 聖鬥士星矢Ω 終極小宇宙
- Sega Games 鎖鏈戰記 ～絆之新大陸～（露面出演）
- 夢王國與沉睡中的100位王子殿下[240]

### 電視出演
NHK系列
- 今日的健康Q&A（日语：きょうの健康）（君，NHK）
- （－2011年4月7日，NHK教育）旁白
- NHK高校講座「社會與情報」（NHK教育）2019年度主持人

富士電視台
- 發掘！真有其事大百科（日语：発掘!あるある大事典）（旁白）
- 鬧鐘電視（2014年11月20日）、聲優貼圖、聲音出演

其它電視台
- 動畫星人（日语：アニメ星人）新春特別企劃「男性聲優心跳料理」（2010年1月30日，千葉電視台）
- 人氣動畫配音員的臉讓你全部看個夠20選（日语：大胆MAP）（在節目中介紹綠川他的配音代表作《灌籃高手》要角流川楓，朝日電視台，2008年1月27日播出）
- 埼玉電視台 mote福（日语：モテ福）（mote福稻荷）

### 真人電影
- D5 5位偵探（2018年5月5日公開，叶井三喜夫〈Mick〉）

### 柏青哥、角子機
- 柏青哥、角子機 湘南爆走族（江口洋助）
- 角子機 CROWS（日语：クローズ）（美藤龍也、村田十三、藤川輝）
- beatmania (角子機)（日语：Beatmania (パチスロ)）（神崎士朗）
- 角子機CR忍術決戰月影（焰）
- 角子機CR御伽屋HANZO（2012年）（半藏）

### 活動
- Voice Festival to 2000 火鳥 ～鳳凰篇～（茜丸）
- LIVE PASTEL COLLECTION 2005
- LIVE PASTEL COLLECTION 2006
- 朗讀活動 音樂盒鎮魂曲（日语：奇談シリーズ）（辰巳司野）
- 傳奇系列祭 2009
- 傳奇系列祭 2010
- 傳奇系列祭 2011
- 傳奇系列祭 2012
- 傳奇系列祭 2013

### 其它
- 那些我們聽過的歌曲（日语：あの歌がきこえる）
- 花宵羅曼史（日语：花宵ロマネスク） 與你見面時刻 2006 ～鈴蘭與牡丹
- Sound Horizon5thStoryCD 『Roman』（Hiver·Laurent）
- 愛☆料理 ～戀愛香精～（一條零）
- 追殺比爾 Vol.1 動畫章節（2003年）普利提·利奇
- 原画與朗讀連綴成的人造人009的世界 ～追逐神秘的海底金字塔！～（2009年，008〈皮曼〉）
- 哈莉·奎茵（日语：アルレッキーノ）聲優小說 秘密之妻（2014年）
- Marronni☆Yell（日语：まろに☆え〜る）（2014年，下野命）
- NEXUS（日语：NEXUS (パチンコチェーン)） Presents「超級桃太郎」（流桃、猿、綠鬼）[316]
- 3年D班玻璃假面 ～放飛自我！我們的VR（勝利之路）～（2017年，聖唐人[317]）
- COMPLETE SELECTION MODIFICATION DEN-O BELT & K-TAROS（2017年9月）
- SSSS.GRIDMAN 有聲劇場（2018年，古立特）
- Fate/Grand Order×真實逃脫遊戲（日语：リアル脱出ゲーム）「謎特異IIII 出」（2019年，迪爾姆德·奧·德利暗[318]）

## 音樂作品

### 角色歌曲
| 發行日期 | 標題                                                                            | 名義 | 曲名                                                | 備註                                                 |
| 2003年   | 2003年                                                                          | 2003年 | 2003年                                              | 2003年                                               |
| -------- | ------------------------------------------------------------------------------- | --- | --------------------------------------------------- | ---------------------------------------------------- |
| 7月2日   | 純愛手札 Girl's Side Clovers' Graffiti 1 葉月珪                                 | 葉月珪（綠川光） | 「Ever Green」                                      | 遊戲《純愛手札 Girl's Side》相關歌曲                 |
| 2004年   |                                                                                 | |                                                     |                                                      |
| 3月14日  | 純愛手札 Girl's Side 形象歌曲精選輯 ～Be Mine～                                 | 葉月珪（綠川光） | 「Believe」 「For You... -White day style-」        | 遊戲《純愛手札 Girl's Side》相關歌曲                 |
| 3月14日  | 純愛手札 Girl's Side 形象歌曲精選輯 ～Be Mine～                                 | 葉月珪（綠川光）、鈴鹿和馬（檜山修之）、姬條圓（置鮎龍太郎） | 「星降夜」                                          | 遊戲《純愛手札 Girl's Side》相關歌曲                 |
| 5月21日  | Vie Durant系列 Drama Album「BASILISK」                                          | 詩理吾（綠川光）、榛守（子安武人） | 「China Doll」                                      | 廣播劇CD《Vie Durant》相關歌曲                       |
| 2007年   |                                                                                 | |                                                     |                                                      |
| 6月20日  | 在我之下掙扎 原聲音樂                                                           | 黑崎壹哉（綠川光） | 「俺下」 「終絆」                                   | 遊戲《在我之下掙扎》相關歌曲                         |
| 2008年   |                                                                                 | |                                                     |                                                      |
| 10月23日 | 邪念石編年史 ～紅輝魔石～ DX套包 附錄原聲音樂                                   | 尖晶石（釘宮理惠）、克利安（綠川光） | 「Bond ～心～」                                     | 遊戲《邪念石編年史 ～紅輝魔石～》片頭主題曲          |
| 11月28日 | my fairy                                                                        | 愛德格·J·C·艾歇爾巴頓（綠川光） | 「my fairy」                                        | 電視動畫《伯爵與妖精》片尾主題曲                     |
| 2011年   |                                                                                 | |                                                     |                                                      |
| 6月24日  | 籠中的艾莉希絲 ～JewelMusic～                                                   | 馬克西米利安（綠川光） | 「小夜曲」                                          | 遊戲《籠中的艾莉希絲》片尾主題曲                     |
| 2013年   |                                                                                 | |                                                     |                                                      |
| 11月27日 | 歌之王子殿下 真愛2000% BD&DVD第7卷特典CD                                        | HE★VENS | 「HE★VENS GATE」                                    | 電視動畫《歌之王子殿下 真愛2000%》劇中插入歌         |
| 2014年   |                                                                                 | |                                                     |                                                      |
| 9月17日  | EXIT TUNES PRESENTS ACTORS2                                                     | 一乘谷羚（綠川光）、飯盛駆（淺沼晉太郎） | 「」                                                | 角色CD《ACTORS》相關歌曲                             |
| 9月17日  | EXIT TUNES PRESENTS ACTORS2                                                     | 一乘谷羚（綠川光） | 「僕初音」                                          | 角色CD《ACTORS》相關歌曲                             |
| 9月17日  | EXIT TUNES PRESENTS ACTORS2                                                     | 小田原牧（速水獎）、飯盛驅（淺沼晉太郎）、高天神一兔（逢良太）、一乘谷羚（綠川光）                                                                                     | 「 ～天翔園校歌～」                                 | 角色CD《ACTORS》相關歌曲                             |
| 11月26日 | 難道我就不行嗎？ ～「告白實行委員會」角色歌曲集～                               | HoneyWorks feat.明智（綠川光） | 「先生」                                            | 《告白實行委員會 ～戀愛系列～》相關歌曲              |
| 2015年   |                                                                                 | |                                                     |                                                      |
| 1月7日   | ACTORS-Extra Edition 4-feat.羚、駆、士狼                                        | 一乘谷羚（綠川光） | 「shiningray」                                      | 角色CD《ACTORS》相關歌曲                             |
| 2月25日  | Three Hearts                                                                    | 里希德（綠川光）、漢芙（今井麻美）、法爾蓓（內田彩） | 「Three Hearts」                                    | 遊戲《鎖鏈戰記》相關歌曲                             |
| 2月25日  | Three Hearts                                                                    | 里希德（綠川光） | 「Back in Black」                                   | 遊戲《鎖鏈戰記》相關歌曲                             |
| 3月4日   | ACTORS-Deluxe Duet Edition-                                                     | 鑑香水月（野島健兒）、一乘谷羚（綠川光） | 「」                                                | 角色CD《ACTORS》相關歌曲                             |
| 9月30日  | 戰國無雙 歌唱精選2                                                              | 明智光秀（綠川光）、伽羅奢（鹿野潤） | 「天真爛漫☆天下無」                                 | 遊戲《戰國無雙系列》相關歌曲                         |
| 11月25日 | 偶像夢幻祭 組合歌曲CD Vol.3 fine                                                | fine | 「終」 「RAINBOW CIRCUS」                           | 遊戲《偶像夢幻祭》相關歌曲                           |
| 12月2日  | EXIT TUNES PRESENTS ACTORS4                                                     | 清州鷹翌（鳥海浩輔）、一乘谷羚（綠川光） | 「Blackjack」                                       | 角色CD《ACTORS》相關歌曲                             |
| 2016年   |                                                                                 | |                                                     |                                                      |
| 12月7日  | 歌之王子殿下 真愛Legend Star 二重奏偶像歌曲 一十木音也&鳳瑛一                   | 鳳瑛一（綠川光） | 「STATE OF PERFECTION」                             | 電視動畫《歌之王子殿下 真愛Legend Star》相關歌曲     |
| 12月7日  | 歌之王子殿下 真愛Legend Star 二重奏偶像歌曲 一十木音也&鳳瑛一                   | 一十木音也（寺島拓篤）、鳳瑛一（綠川光） | 「NEXT DOOR」                                       | 電視動畫《歌之王子殿下 真愛Legend Star》劇中插入歌   |
| 12月28日 | 不滅的地獄                                                                      | HE★VENS | 「不滅」                                            | 電視動畫《歌之王子殿下 真愛Legend Star》劇中插入歌   |
| 12月28日 | 不滅的地獄                                                                      | HE★VENS | 「HE★VENLY PARADE」                                 | 電視動畫《歌之王子殿下 真愛Legend Star》相關歌曲     |
| 2017年   |                                                                                 | |                                                     |                                                      |
| 1月11日  | 歌之王子殿下 真愛Legend Star BD・DVD第1巻特典CD                                 | ST☆RISH、QUARTET NIGHT、HE★VENS | 「夢歌…！」                                         | 電視動畫《歌之王子殿下 真愛Legend Star》劇中插入歌   |
| 1月25日  | 偶像夢幻祭 組合歌曲CD 2nd Season Vol.09 fine                                    | fine | 「羽」 「Neo Sanctuary」                            | 遊戲《偶像夢幻祭》相關歌曲                           |
| 8月9日   | 偶像夢幻祭 組合歌曲CD 3rd Season Vol.03 fine                                    | fine | 「Miracle Dream Traveler」 「Tryst of Stars」       | 遊戲《偶像夢幻祭》相關歌曲                           |
| 11月1日  | 歌之王子殿下 HEAVEN SKY Episode CD                                              | HE★VENS | 「HEAVEN SKY」                                      | 《歌之王子殿下 真愛Legend Star》相關歌曲             |
| 2018年   |                                                                                 | |                                                     |                                                      |
| 3月7日   | 續『刀劍亂舞 -花丸-』歌詠集 其之九                                              | 大和守安定（市來光弘）、加州清光（增田俊樹）、螢丸（井口祐一）、明石國行（淺利遼太）、長曾禰虎徹（新垣樽助）、髭切（花江夏樹）、膝丸（岡本信彥）、數珠丸恒次（綠川光） | 「花丸印日 ver.9」                                  | 電視動畫《續 刀劍亂舞 -花丸-》片頭主題曲             |
| 4月18日  | 我高!!                                                                          | 地球征服部ES | 「我高!!」                                          | 電視動畫《美男高校地球防衛部HAPPY KISS！》片尾主題曲 |
| 4月18日  | 我高!!                                                                          | 地球征服部ES | 「！」                                              | 電視動畫《美男高校地球防衛部HAPPY KISS！》相關歌曲   |
| 5月16日  | 美男高校地球防衛部HAPPY KISS！角色歌曲CD2 Edelstein SONGS ～Die Verwandlung！～ | 指宿阿多（綠川光） | 「白薔薇」                                          | 電視動畫《美男高校地球防衛部HAPPY KISS！》相關歌曲   |
| 6月20日  | 美男高校地球防衛部HAPPY KISS！角色歌曲CD3 二重奏SONGS ～Happy&Turn！～          | 修善寺鏡太郎（下鶴直幸）、指宿阿多（綠川光） | 「時計針違…」                                       | 電視動畫《美男高校地球防衛部HAPPY KISS！》相關歌曲   |
| 6月20日  | 美男高校地球防衛部HAPPY KISS！ BD&DVD第1卷 Canime限定特典CD                     | 指宿阿多（綠川光） | 「我高!!」                                          | 電視動畫《美男高校地球防衛部HAPPY KISS！》相關歌曲   |
| 12月26日 | SSSS.GRIDMAN CHARACTER SONG.3                                                   | 古立特（綠川光） | 「CODE "GRIDMAN"」                                  | 電視動畫《SSSS.GRIDMAN》相關歌曲                     |
| 12月26日 | 劇場版 歌之王子殿下：真愛王國 特別組合廣播劇CD 那月、蘭丸、瑛一                 | 四之宮那月（谷山紀章）、黑崎蘭丸（鈴木達央）、鳳瑛一（綠川光） | 「」                                                | 電影動畫《劇場版 歌之王子殿下：真愛王國》劇中插入歌  |
| 2019年   |                                                                                 | |                                                     |                                                      |
| 1月30日  | 偶像夢幻祭！專輯系列 fine                                                       | fine | 「Holy Angel's Carol」                              | 遊戲《偶像夢幻祭》相關歌曲                           |
| 1月30日  | 偶像夢幻祭！專輯系列 fine                                                       | 舊fine | 「Genuine Revelation」                              | 遊戲《偶像夢幻祭》相關歌曲                           |
| 1月30日  | 偶像夢幻祭！專輯系列 fine                                                       | 天祥院英智（綠川光） | 「SHINING STAR」                                    | 遊戲《偶像夢幻祭》相關歌曲                           |
| 3月13日  | Anthem for the Angel                                                            | 鳳瑛一（綠川光） | 「LIFE ～with thanks～」                            | 《歌之王子殿下》相關歌曲                             |
| 3月27日  | BAD HOWLING -惡意共鳴-                                                          | 逆卷綾人（綠川光）、無神皓（木村良平）、逆卷修（鳥海浩輔） | 「BAD HOWLING -惡意共鳴-」                          | 遊戲《DIABOLIK LOVERS CHAOS LINEAGE》片頭主題曲      |
| 4月3日   | 歌之王子殿下 獻上你的愛 ～祕密的香格里拉～                                      | HE★VENS | 「愛捧 ～the secret Shangri-la～」 「GIRA×2★SEVEN」 | 電影動畫《劇場版 歌之王子殿下：真愛王國》劇中插入歌  |
| 7月17日  | ACTORS 5th Anniversary Edition                                                  | 一乘谷羚（綠川光） | 「僕初音（）」                                      | 角色CD《ACTORS》相關歌曲                             |
| 8月9日   | Starry☆Sky ～Song in 4 seasons～                                                | 土萌羊（綠川光） | 「SAKURA-PLANETARIUM」                              | 《Starry☆Sky》相關歌曲                               |
| 8月14日  | Stars' Ensemble！                                                               | 夢之咲Dream Stars | 「Stars' Ensemble！」                               | 電影動畫《偶像夢幻祭》片頭主題曲                     |
| 10月23日 | 偶像夢幻祭 ED主題曲集 VOL.03                                                    | fine | 「始」                                              | 電影動畫《偶像夢幻祭》片尾主題曲                     |
| 12月25日 | 劇場版 歌之王子殿下：真愛王國 BD&DVD特典CD                                      | ST☆RISH、QUARTET NIGHT、HE★VENS | 「LOVE」 「Welocme to UTA☆PRI KINGDOM!!」           | 電影動畫《劇場版 歌之王子殿下：真愛王國》劇中插入歌  |
| 2020年   |                                                                                 | |                                                     |                                                      |
| 1月15日  | 太喜歡了不妙。～「告白實行委員會」角色歌曲集～                                  | HoneyWorks feat. 芹澤千秋（木村良平）、明智（綠川光） | 「」                                                | 《告白實行委員會 ～戀愛系列～》相關歌曲              |
| 3月18日  | 騎士龍戰隊龍裝者全曲集                                                          | （綠川光） | 「」                                                | 電視劇《騎士龍戰隊龍裝者》相關歌曲                   |
| 5月20日  | ACTORS -Singing Contest Edition- sideA                                          | 一乘谷羚（綠川光） | 「愛」                                              | 角色CD《ACTORS》相關歌曲                             |
| 7月29日  | 偶像夢幻祭 ES偶像歌曲 season1 fine                                              | fine | 「The Tempest Night」 「BRAND NEW STARS!!」         | 遊戲《偶像夢幻祭》相關歌曲                           |
| 8月26日  | BRAND NEW STARS!!                                                               | ES All Stars | 「BRAND NEW STARS!!」                               | 遊戲《偶像夢幻祭》主題歌                             |
| 8月26日  | BRAND NEW STARS!!                                                               | ES All Stars | 「Walk with your smile」                            | 遊戲《偶像夢幻祭》相關歌曲                           |
| 8月26日  | Paradise Lost ～Fall on me～                                                    | 鳳瑛一（綠川光）、桐生院范（高橋英則）、日向大和（木村良平） | 「Fall on me」                                      | 電視動畫《歌之王子殿下》相關歌曲                     |
| 9月16日  | SUPER STAR/THIS IS...!/Genesis HE★VENS                                          | 鳳瑛一（綠川光）、皇綺羅（小野大輔）、帝凪（代永翼）、鳳瑛二（內田雄馬）、桐生院范（高橋英則）、日向大和（木村良平）、天草紫苑（山下大輝）                             | 「Genesis HE★VENS」                                 | 電視動畫《歌之王子殿下》相關歌曲                     |

- 湯瑪士小火車 原聲歌曲集 1～2（1999年）
- SAMURAI DEEPER KYO 角色歌唱專輯「狂奏歌」
- 新機動戰記鋼彈W OPERATION2
  - CRY FOR THE DREAM（希洛·唯）
- 新機動戰記鋼彈W OPERATION3
  - （希洛·唯）
- 新機動戰記鋼彈W OPERATION4
  - （希洛·唯）
  - Flying Away（希洛·唯）
- 新機動戰記鋼彈W BLIND TARGET-2
  - TAKE OFF TO THE SKY（希洛·唯）
- Starry☆Sky
  - 最愛色歌謠集（日语：Starry☆Skyのディスコグラフィ#最愛色歌謡集）
    - PLANISPHERE（土萌羊）

  - Starry☆Days（日语：Starry☆Skyのディスコグラフィ#Starry☆Days）
    - 土萌羊（綠川光）、天羽翼（鈴村健一）、木之瀨梓（福山潤）
- STAMP OUT OP主題曲
  - STAMP OUT（赤江昌行）
- 秀逗魔導士系列 the BEST of SLAYERS [from TV and RADIO]
  - More than words（傑路剛帝士·格雷瓦茲）
  - Slayers 4 the future（傑路剛帝士·格雷瓦茲）（綠川光、林原惠、松本保典、鈴木真仁）
- Saint Beast 四聖獸 ～光陰敘事詩天使譚～（日语：セイント・ビースト）
  - Atlas
- 聖鬥士星矢Ω Song Collection
  - bravely（光牙）
- DIABOLIK LOVERS（逆卷綾人）
  - DIABOLIK LOVERS「真夜中的饗宴（MIDNIGHT PLEASURE）」
    - （近藤隆、鳥海浩輔）
    - 幻日理論 -Parhelion Logic-

  - DIABOLIK LOVERS 角色歌曲Vol.1 逆卷綾人[319]
    - ADDICTED（2）PHANTOM

  - DIABOLIK LOVERS MORE,BLOOD「極限（UNLIMITED）BLOOD」（近藤隆、鳥海浩輔）
    - 極限（UNLIMITED）BLOOD
    - 極限（UNLIMITED）BLOOD -short ver.-

  - 動畫 DIABOLIK LOVERS「Mr.SADISTIC NIGHT」（鳥海浩輔）
    - Mr.SADISTIC NIGHT
    - Mr.SADISTIC NIGHT -TV size-

  - DIABOLIK LOVERS MORE CHARACTER SONG Vol.1 逆卷綾人[320]

  - DIABOLIK LOVERS VANDEAD CARNIVAL「吸愛迷宮」（近藤隆、鳥海浩輔）
    -  -short ver.-

  - DIABOLIK LOVERS DARK FATE「Guilty×Guilty!!!」（近藤隆、鳥海浩輔）
    - Guilty×Guilty!!!
    - Guilty×Guilty!!! -short ver.-

  - DIABOLIK LOVERS Bloody Songs -SUPER BEST II- 逆卷家ver（裕貴、平川大輔、鳥海浩輔、小西克幸、近藤隆）
    - Bloody★Mayim★Mayim

  - DIABOLIK LOVERS VERSUS SONG Requiem（2）Bloody Night Vol.I 綾人VS昂
    - →REDRUM←（近藤隆）

  - DIABOLIK LOVERS LUNATIC PARADE「Fanatic of Night」
    - Fanatic of Night（梶裕貴、平川大輔、鳥海浩輔、小西克幸、近藤隆）
    - VoiD
- 戀運成真 廣播劇CD Vol.1
  - 愛 ～Du bist wie eine Blume～（木戶帝生）
- 花宵羅曼史（日语：花宵ロマネスク） 角色CD 寶生綾芽、寶生蓮太郎
  - （綠川光、小野大輔）
- 夢幻遊戲
  - 插入歌
    - （鬼宿）
    - Voice（鬼宿）

  - 角色歌曲
    - （鬼宿）
- 星空漫畫花園（日语：星空のコミックガーデン） 片頭主題曲
  - Day by Day（轟木圭吾）
- 星空漫畫花園 角色CD DREAM Candy
  - （轟木圭吾）（綠川光、神谷浩史）
- 馴獸師與王子陛下 角色歌曲專輯
  - Flame of Justice（馬歇斯）
- 小小艦長 原聲音樂
  - （白浪雪乃）
- 失落的宇宙 the BEST of LOST UNIVERSE [from TV]
  - （雷裏·克雷默爾）

### 其它參加作品
| 發行日期 | 商品名稱         | 主唱   | 樂曲                       | 備註                                                  |
| 1998年   | 1998年           | 1998年 | 1998年                     | 1998年                                                |
| -------- | ---------------- | ------ | -------------------------- | ----------------------------------------------------- |
| 9月23日  |                  | 綠川光 | 「」 「」                  |                                                       |
| 1999年   |                  |        |                            |                                                       |
| 3月25日  |                  | 綠川光 | 「」 「WONDERFUL FIGHTER」 |                                                       |
| 3月25日  | 綠川光、藤原啓治 | 「！」 |                            |                                                       |
| 2012年   |                  |        |                            |                                                       |
| 11月9日  |                  | 綠川光 | 「」                       | OVA《這名男子，撿到了人魚。》主題歌 animate購入者特典 |

- 千禧系列 時光膠囊Vol.1（2000年5月24日）

## 腳註

### 作中出典
1. 1 2  《幻影異聞錄♯FE》片尾工作人員名單。
2. ↑  來自《聖火降魔錄 英雄雲集》「阿利迪亞的王子 馬爾斯」狀態、個人技一覧。
3. ↑  來自《聖火降魔錄 英雄雲集》「阿利迪亞的花婿 馬爾斯」狀態、個人技一覧。
4. ↑  來自《火焰之紋章 英雄》「傳承的英雄王 馬爾斯」狀態、個人技一覧。
5. ↑  來自《火焰之紋章 英雄》「比翼王族姐弟 馬爾斯」狀態、個人技一覧。

## 外部連結
- 日本電影數據庫（JMDb）上綠川光的資料（日語）
- 綠川光 （页面存档备份，存于） （日語）－allcinema（日语：allcinema）
- 綠川光 （页面存档备份，存于） （日語）－KINENOTE
- Hikaru Midorikawa在互联网电影资料库（IMDb）上的資料（英文）
- 綠川光 （页面存档备份，存于） （日語）－MOVIE WALKER PRESS（日语：MOVIE WALKER PRESS）
- 綠川光｜青二Production （日語）
- （日語）－綠川光的官方個人部落格。
- （日語）

#invoke: Navbox